# Bộ Quốc phòng (Việt Nam)
Bộ Quốc phòng nước Cộng hòa xã hội chủ nghĩa Việt Nam, thường được gọi ngắn gọn hơn là Bộ Quốc phòng Việt Nam hay đơn giản là Bộ Quốc phòng (BQP), là cơ quan trực thuộc Chính phủ Việt Nam, tham mưu cho Nhà nước Việt Nam về đường lối, nhiệm vụ quân sự, quốc phòng bảo vệ Tổ quốc; quản lý nhà nước về lĩnh vực quốc phòng trong phạm vi cả nước; tổ chức thực hiện việc xây dựng, quản lý và chỉ huy Quân đội nhân dân Việt Nam, Dân quân tự vệ; quản lý các dịch vụ công theo quy định của pháp luật. Bộ trưởng Bộ Quốc phòng Việt Nam vừa là người chỉ đạo thực hiện các chức năng quản lý nhà nước về quân sự, quốc phòng theo quy định của pháp luật, vừa chịu trách nhiệm tổ chức, xây dựng, quản lý và là người chỉ huy cao nhất trong Quân đội nhân dân Việt Nam và Dân quân tự vệ.

## Lịch sử

### Những năm đầu thành lập
Ngay sau khi nhận được tin Đế quốc Nhật Bản tuyên bố đầu hàng phe Đồng Minh ngày 15 tháng 8 năm 1945, các lãnh đạo Việt Minh đã tổ chức Quốc dân Đại hội tại Tân Trào, Tuyên Quang ngày 16 tháng 8, cử ra Ủy ban Dân tộc Giải phóng do Lãnh tụ Hồ Chí Minh làm Chủ tịch, lãnh đạo thực hiện Cách mạng Tháng Tám. Sau khi giành được chính quyền, ngày 27 tháng 8 năm 1945, Ủy ban Dân tộc Giải phóng Việt Nam được cải tổ thành Chính phủ Cách mạng lâm thời Việt Nam Dân chủ Cộng hòa. Trong Tuyên cáo ngày 27 tháng 8, thành phần Chính phủ lâm thời có đồng chí Chu Văn Tấn giữ vai trò Bộ trưởng Bộ Quốc phòng. Ngày 02 tháng 9 năm 1945, Chủ tịch Hồ Chí Minh đọc bản Tuyên ngôn độc lập khai sinh nước Việt Nam Dân chủ Cộng hòa và ra mắt toàn bộ thành viên Chính phủ lâm thời trước quốc dân, trong đó có cả tân Bộ trưởng Bộ Quốc phòng Chu Văn Tấn và Thứ trưởng Bộ quốc phòng Võ Nguyên Giáp.
Tuy nhiên, trên thực tế, các cơ quan nội các vẫn chưa kịp thành lập, kể cả Bộ Quốc phòng. Các lực lượng vũ trang của người Việt đều do các đảng phái chính trị lãnh đạo riêng rẽ hoặc tổ chức tự phát. Trong đó, lực lượng vũ trang có thực lực nhất là Việt Nam Giải phóng quân, do Việt Minh lãnh đạo. Ngày 07 tháng 9 năm 1945, Chủ tịch Chính phủ lâm thời Hồ Chí Minh ra chỉ thị thành lập Bộ Tham mưu nhằm chỉ huy, điều hành lực lượng vũ trang trong cả nước: 
| “              | "Chính phủ lâm thời đã quyết định tổ chức Bộ Quốc phòng nay Đoàn thể lập Bộ Tham mưu để chỉ huy, điều hành lực lượng vũ trang trong cả nước. Bộ Tham mưu là cơ quan quân sự cơ mật của đoàn thể, là cơ quan quan trọng của quân đội, có nhiệm vụ: tổ chức, huấn luyện quân đội cho giỏi; tổ chức nắm địch, nắm ta rõ ràng, bày mưu kế khôn khéo; tổ chức chỉ huy thông suốt, bí mật nhanh chóng, kịp thời, chính xác để đánh thắng mọi kẻ thù, bảo vệ cách mạng". | ” |
| — Hồ Chí Minh. | |   |

Cùng với chỉ thị này, ông Hoàng Văn Thái được chỉ định làm Tham mưu trưởng và được giao nhiệm vụ tổ chức Bộ Tham mưu. Một nhóm hạt nhân nòng cốt để xây dựng Bộ Tham mưu gồm 8 người là Hoàng Văn Thái, Hoàng Đạo Thúy, Hoàng Minh Đạo, Mai Hữu Thao, Nguyễn Văn Trang, Vũ Văn Thềm, Nghiêm Xuân Hoà, Đỗ Văn Sáng; hình thành cơ cấu tổ chức cơ quan tham mưu bước đầu bao gồm: Phòng Tác chiến - Đồ bản do Hoàng Văn Thái, Tham mưu trưởng, trực tiếp làm Trưởng phòng; Phòng Tình báo do Hoàng Minh Đạo làm Trưởng phòng; Phòng Quân lực do Trần Văn Lư làm Trưởng phòng; Phòng Thông tin liên lạc do Hoàng Đạo Thúy làm Trưởng phòng và Văn phòng quản lý hành chính do Nguyễn Văn Trang phụ trách.
Ngày 23 tháng 9 năm 1945, quân Pháp nổ súng tái chiếm Nam Bộ. Ngày 15 tháng 10 năm 1945, Chủ tịch Hồ Chí Minh ra Sắc lệnh phân chia toàn quốc thành 9 chiến khu. Tuy nhiên, do điều kiện chiến tranh, liên lạc khó khăn do chiến sự đã lan đến địa bàn khu 6, chính phủ Việt Nam Dân chủ Cộng hòa chỉ mới bổ nhiệm các nhân sự của các chiến khu 1, 2, 3, 4. Các chiến khu 5, 6 đặt dưới quyền chỉ đạo của Ủy ban Kháng chiến hành chính miền Nam Việt Nam; các chiến khu 7, 8, 9 được đặt dưới quyền chỉ đạo trực tiếp của Xứ ủy Nam Bộ và Ủy ban Kháng chiến Nam Bộ. Cùng ngày, thực dân Pháp gây hấn ở Nam Bộ, mở đầu cuộc chiến tranh xâm lược Việt Nam lần thứ hai.
Ngày 2 tháng 3 năm 1946, Chính phủ Liên hiệp Kháng chiến được thành lập. Luật sư Phan Anh giữ cương vị Bộ trưởng Bộ Quốc phòng. Ngày 2 tháng 3 năm 1946 Ủy ban Kháng chiến toàn quốc (còn gọi là Toàn quốc Kháng chiến Ủy viên Hội) ra đời. Chủ tịch là đại tướng Võ Nguyên Giáp và Vũ Hồng Khanh giữ chức Phó Chủ tịch.
Ngày 25 tháng 3 năm 1946, Chủ tịch Hồ Chí Minh ký Sắc lệnh số 34 về tổ chức Bộ Quốc phòng. Theo đó, Bộ Quốc phòng có Văn phòng và 10 cục chuyên môn: Chế tạo Quân nhu Cục, Chế tạo Quân giới Cục, Chính trị Cục, Tình báo Cục, Quân chính Cục, Quân huấn Cục, Công chính giao thông Cục, Quân pháp Cục, Quân nhu Cục, Quân y Cục. Cũng trong ngày hôm đó, một số nhân sự lãnh đạo các cơ quan chuyên môn của Bộ Quốc phòng cũng được bổ nhiệm. Ngày 6 tháng 5 năm 1946, Hồ Chí Minh ký Sắc lệnh 60 đổi tên Ủy ban Kháng chiến toàn quốc thành Quân sự Ủy viên Hội, theo đó Quân sự Ủy viên Hội là một cơ quan tối cao quân sự đặt thẳng dưới quyền điều khiển của Chính phủ và có nhiệm vụ điều khiển quân đội toàn quốc, đứng đầu là Chủ tịch và Phó Chủ tịch ngang hàng với Bộ trưởng và Thứ trưởng các Bộ; quy định tổ chức của Quân sự Ủy viên Hội gồm: Cục Tổng vụ, Cục Tham mưu, Cục Chính trị, Cục Tổng Chỉ huy, Ủy ban Liên lạc và Kiểm soát quân sự Trung ương Việt - Pháp.
Ngày 29 tháng 6 năm 1946, thành lập Đoàn Pháo binh Thủ đô (sau là Cục Pháo Binh rồi Binh chủng Pháo binh). Ngày 7 tháng 7 năm 1946, thành lập Trường Võ bị Đà Lạt sau này là Học viện Lục quân (1981).
Từ ngày 28 tháng 10 đến ngày 9 tháng 11 năm 1946, Quốc hội Việt Nam khóa I, kỳ họp thứ 2 đã quyết định sáp nhập Bộ Quốc phòng hợp với Quân sự Ủy viên hội thành Bộ Quốc phòng-Tổng Chỉ huy. Ngày 30 tháng 11 năm 1946, theo Sắc lệnh số 229 thì "các cơ quan quân sự trên toàn cõi Việt Nam đều đặt dưới quyền Bộ Quốc phòng". Cũng trong ngày 30 tháng 11 năm 1946, Chủ tịch Hồ Chí Minh ra Sắc lệnh số 230 ủy quyền cho đại tướng Võ Nguyên Giáp, đang là Bộ trưởng Bộ Quốc phòng, làm Tổng Chỉ huy quân đội toàn quốc.
Ngày 5 tháng 11 năm 1946, Chủ tịch Hồ Chí Minh chỉ thị công việc khẩn cấp cần làm. Ông nêu rõ: "Công việc khẩn cấp là kháng chiến và kiến quốc. Người dự đoán cuộc kháng chiến sẽ gay go, gian khổ, nhưng chúng ta kiên quyết chống chọi với các trận khủng bố của địch, thì ta sẽ thắng.". Trong tháng 11 năm 1946, cả nước chia thành 12 khu hành chính và quân sự. Mỗi khu có Uỷ ban Kháng chiến Khu phụ phụ trách hành chính, Khu trưởng phụ trách quân đội. Ngày 10 tháng 12 năm 1946, thành lập Khu 7, sau là Quân khu 7 (1975). Cùng ngày, thành lập Khu 9, sau là Quân khu 9 (1976).
Cuối tháng 11, đầu tháng 12 năm 1946, trước tình hình căng thẳng tại Mặt trận Hà Nội, Các cơ quan trung ương Đảng Cộng sản Việt Nam, Chính phủ, Quốc hội, Mặt trận và Bộ Tổng Chỉ huy di chuyển lên An toàn khu Việt Bắc giáp giới với Trung Quốc để lãnh đạo, tổ chức kháng chiến lâu dài. Các binh công xưởng, xí nghiệp, nhà máy, gần 63.000 nhân dân miền xuôi và hàng vạn tấn máy móc, nguyên vật liệu được vận chuyển, sơ tán lên Việt Bắc để vừa sản xuất vừa tiếp tục chiến đấu.
Ngày 18 tháng 12 năm 1946, thực dân Pháp gửi tối hậu thư cho Chính phủ Việt Nam Dân chủ Cộng hòa đòi tước khí giới của lực lượng tự vệ và giành kiểm soát Thủ đô Hà Nội. Ngay trong ngày, Ban Thường vụ Trung ương Đảng họp hội nghị mở rộng tại Hà Đông, hạ quyết tâm phát động toàn quốc kháng chiến. Bộ Quốc phòng - Tổng chỉ huy chủ trưởng mở cuộc tiến công vào các vị trí quân Pháp ở Hà Nội, Nam Định, Hải Dương, Bắc Ninh, Bắc Giang, Vinh, Huế, Đà Nẵng... Ban Thường vụ Trung ương Đảng có dự đoán chắc chắn trong 24 giờ thực dân Pháp sẽ nổ súng và chỉ thị cho toàn quân và dân cả nước sẵn sàng chiến đấu. Đến chiều ngày 19 tháng 12 năm 1946, Bộ trưởng Bộ Quốc phòng - Tổng chỉ huy đại tướng Võ Nguyên Giáp ra lệnh cho bộ đội chủ lực và các lực lượng vũ trang: "Giờ chiến đấu đã đến". Cơ quan cơ yếu mật mã Bộ Tổng tham mưu truyền đi bản mật lệnh: "Chuyến hàng sẽ đến lúc 18 giờ ngày 21-12. Hàng mang mã hiệu A cộng hai, B trừ hai. Chú ý theo dõi đón hàng đúng giờ". Theo đó, quy ước "chuyến hàng sẽ đến" có nghĩa là tổng giao chiến bắt đầu. A là giờ cộng thêm hai, B là ngày trừ đi hai. Có nghĩa là: "Cuộc tổng giao chiến bắt đầu lúc 20 giờ ngày 19 tháng 12".
Ngày 4 tháng 2 năm 1947, thành lập Cục Quân giới (nay phát triển thành Tổng cục Công nghiệp Quốc phòng, Viện Khoa học và Công nghệ Quân sự, Tổng cục Kỹ thuật, Bộ Quốc phòng). Cục trưởng là Trần Đại Nghĩa.
Đầu tháng 3 năm 1947, Chính phủ quyết định đổi tên Bộ Tổng Chỉ huy Quân đội Quốc gia thành Bộ Tổng chỉ huy Quân đội Quốc gia và Dân quân tự vệ, và thành lập các ban chỉ huy tỉnh đội, huyện đội, xã đội thuộc ủy ban kháng chiến các cấp. Ngày 20 tháng 3 năm 1947, thành lập Cục Quân báo, Bộ Tổng Tham mưu, sau là Tổng cục Tình báo (1995).
Ngày 1 tháng 5 năm 1947, Hồ Chí Minh ký Sắc lệnh 47 quy định tổ chức của Bộ Tổng Chỉ huy gồm các cơ quan: Bộ Tổng Tham mưu, Cục Chính trị, Cục Tình báo và Văn phòng.
Tháng 7 năm 1947, Bộ Quốc phòng-Tổng Chỉ huy tách ra thành Bộ Quốc phòng và Bộ Tổng Chỉ huy. Ngày 30 tháng 9 năm 1947, Chủ tịch Hồ Chí Minh ký Sắc lệnh 90 quy định mối quan hệ giữa Bộ Quốc phòng và Bộ Tổng Chỉ huy. Theo đó, phương châm và kế hoạch về quân nhu, quân giới huấn luyện bộ đội, công binh, vô tuyến điện, hai bên cùng quyết định chung, Bộ Quốc phòng phụ trách thực hiện, Bộ Tổng chỉ huy phụ trách điều động sử dụng, trừ những trường hợp hai bên cùng sử dụng thì Tổng chỉ huy định, Quốc phòng y hiệp. Đứng đầu Bộ Tổng Chỉ huy Quân đội Quốc gia Việt Nam là Tổng Chỉ huy ngang hàng với Bộ trưởng về quyền hạn và danh vị và là thành viên trong Hội đồng Liên bộ.
Ngày 25 tháng 1 năm 1948, Chính phủ ra Sắc lệnh số 120-SL thành lập các liên khu trong cả nước để tăng cường chỉ đạo chiến tranh. Theo Sắc lệnh này, Khu 1 và khu 12 hợp nhất thành Liên khu 1; Khu 2, 3, 11 hợp nhất thành Liên khu 3; Khu 10 và khu 14 hợp nhất thành Liên khu 10; Khu 4 đổi tên thành Liên khu 4; khu 7, 8, 9 và đặc khu Sài Gòn - Chợ Lớn hợp nhất thành Liên khu Nam Bộ. Trong ngày 25 tháng 1 năm 1948, thành lập Cục Tổng Thanh tra.
Ngày 14 tháng 4 năm 1948, Bộ Tổng Chỉ huy Quân đội Quốc gia và dân quân tự vệ đổi tên thành Bộ Tổng Chỉ huy Quân đội Quốc gia và dân quân Việt Nam.Tháng 10 năm 1948, hợp nhất Bộ Tổng Chỉ huy Quân đội Quốc gia và dân quân Việt Nam với Bộ Quốc phòng thành Bộ Quốc phòng-Tổng Chỉ huy.
Ngày 9 tháng 3 năm 1949, thành lập Ban Nghiên cứu Không quân thuộc Bộ Tổng Tham mưu, sau là Ban Nghiên cứu Sân bay (năm 1955), Bộ Tư lệnh Phòng không (năm 1958), Cục Không quân thuộc Bộ Tổng Tham mưu (năm 1959), Quân chủng Phòng không-Không quân (năm 1963).
Ngày 10 tháng 3 năm 1949, thành lập Trường Quân y sĩ Việt Nam, sau là Đại học Quân y (năm 1966), Học viện Quân y (năm 1981).
Ngày 12 tháng 3 năm 1949, Chính phủ ra Sắc lệnh số 14-SL, đổi tên Bộ Tổng chỉ huy Quân đội quốc gia và Dân quân Việt Nam thành Bộ Tổng Tư lệnh Quân đội quốc gia và Dân quân Việt Nam (hay còn gọi là Bộ Quốc phòng-Tổng Tư lệnh); các bộ chỉ huy Liên khu quân sự thành Bộ Tư lệnh Liên khu; Tổng chỉ huy gọi là Tổng Tư lệnh; Liên khu trưởng gọi là Tư lệnh Liên khu.
Ngày 18 tháng 6 năm 1949, Chủ tịch Hồ Chí Minh ký Sắc lệnh số 50/SL về tổ chức Bộ Quốc phòng thì Bộ Quốc phòng có: Văn phòng; Các Nha: Nha Quân giới, Nha Quân nhu và Nha Quân dược; Các cơ quan: Bộ Tổng Tham mưu, Cục Chính trị, Cục Dân quân Tự vệ, Cục Quân huấn, Cục Quân chính, Cục Quân pháp, Cục Tình báo, Cục Pháo binh, Cục Công binh, Cục Quân giới, Cục Quân nhu, Cục Quân y, Cục Thông tin liên lạc, Cục Vận tải. Đứng đầu các cục là Cục trưởng.

### Trong Chiến tranh Đông Dương (1946 - 1954)
Ngày 11 tháng 7 năm 1950, Chủ tịch Hồ Chí Minh ký Sắc lệnh 121 thành lập Tổng cục Chính trị và Tổng cục Cung cấp; quy định Bộ Quốc phòng-Tổng Tư lệnh gồm Bộ Tổng Tham mưu (gồm các Cục: Tác chiến, Quân báo, Dân quân, Quân huấn, Thông tin Liên lạc), Tổng cục Chính trị (gồm các Cục: Tổ chức, Tuyên huấn, Địch vận, Quân pháp, Nhà Xuất bản Vệ Quốc quân), Tổng cục Cung cấp (gồm các Cục: Quân lương, Quân y, Quân vụ, Quân giới, Quân trang, Vận tải), Đoàn Thanh tra và Văn phòng.
Ngày 13 tháng 7 năm 1950, Bộ trưởng Bộ Quốc phòng-Tổng tư lệnh Quân đội quốc gia và Dân quân Việt Nam đã ra Thông tư số 47/TT-A giải thích về tổ chức mới của Bộ Tổng tư lệnh. Thông tư có đoạn viết: "Để sự chỉ đạo chiến tranh được tập trung hơn nữa, để việc huy động mọi khả năng, mọi lực lượng cho tiền tuyến được nhanh chóng và chu đáo hơn nữa, tổ chức lại Bộ Tổng tư lệnh, thành lập Bộ Tổng tham mưu, hai Tổng cục, đoàn Thanh tra, Văn phòng Bộ Tổng tư lệnh.... Từ đây, bắt đầu có cấp Tổng cục bao gồm một số cục trong cơ quan Bộ. Thứ nhất là Bộ Tổng tham mưu gồm Văn phòng, Cục Tác chiến, Cục Quân báo, Cục Thông tin liên lạc, Cục Dân quân, Cục Quân huấn. Thứ hai là Tổng cục Chính trị gồm Văn phòng, Cục Tổ chức, Cục Tuyên huấn, Cục Quân pháp, Cục Địch vận, Nhà xuất bản Vệ quốc quân.Thứ ba là Tổng cục Cung cấp gồm Văn phòng, Cục Quân lương, Cục Quân y, Cục Quân vụ, Cục Vận tải, Cục Quân giới, Cục Quân trang, Phòng Quân khí.Thứ tư là Đoàn Thanh tra. Thứ năm là Văn phòng Bộ Tổng tư lệnh. Ngoài ra còn có Cục Pháo binh, Cục Công binh và quân hiệu (các trường quân sự) được Tổng tư lệnh uỷ quyền Tổng Tham mưu trưởng chỉ đạo.
Ngày 1 tháng 4 năm 1951, thành lập Quân y viện 108, sau là Viện Quân y 108 (1980), Bệnh viện Trung ương Quân đội 108 (1995). Ngày 15 tháng 6 năm 1951, thành lập Trường Sĩ quan Hậu cần, sau sáp nhập vào Học viện Hậu cần (1974). Ngày 25 tháng 10 năm 1951, thành lập Trường Chính trị Trung cấp, mãi sau này là Học viện Chính trị (2008).
Đầu năm 1955, cơ quan Bộ Quốc phòng-Tổng tư lệnh được chấn chỉnh tổ chức và được gọi là cơ quan Tổng quân uỷ-Bộ Quốc phòng-Tổng tư lệnh. Trong văn bản "Mấy điều giải thích về chấn chỉnh tổ chức cơ quan Tổng quân uỷ" đề ngày 1 tháng 4 năm 1955, có đoạn viết: "Bộ máy chỉ đạo quân sự của Đảng gọi là Tổng quân uỷ, về chính quyền vẫn gọi là Bộ Quốc phòng-Tổng tư lệnh. Những cơ quan chính của Tổng quân uỷ vẫn có Bộ Tổng tham mưu, Tổng cục Chính trị, Tổng cục Cung cấp. Ngoài ra còn có một Văn phòng đồng thời là Văn phòng Tổng quân uỷ và Văn phòng Bộ Quốc phòng-Tổng tư lệnh....
Văn bản đó còn nói đến một số điểm nữa như đổi tên Tổng cục Cung cấp thành Tổng cục Hậu cần, tách và thành lập thêm một số cơ quan trực thuộc Bộ hoặc trực thuộc các Tổng cục và hình thành các cơ quan: Một là Văn phòng Tổng quân uỷ-Bộ Quốc phòng-Tổng tư lệnh. Hai là Bộ Tổng tham mưu: Văn phòng, Cục Tác chiến, Cục Quân báo, Cục Thông tin liên lạc, Cục Quân lực, Cục Quân huấn, Cục Quản lý hành chính kinh tế, Phòng Giao thông quân sự, Phòng Cơ yếu, Phòng Đồ bản. Ba là Tổng cục Chính trị: Văn phòng, Cục Tổ chức, Cục Tuyên huấn, Cục Địch vận, Cục Bảo vệ, Cục Chính trị trực thuộc, Báo Quân đội nhân dân, Thể công, Văn công, Phòng Tài vụ. Bốn là Tổng cục Hậu cần: Bộ Tham mưu, Cục Chính trị, Cục Quân nhu, Cục Quân y, Cục Quản lý xe hơi máy kéo, Cục Quân giới, Phòng Quản lý doanh trại, Phòng Xăng dầu, Phòng Sản xuất trang dụng, các đoàn xe hơi, các đoàn thuyền, canô, báo Hậu cần, trường Hậu cần, Phòng Liên lạc biên giới. Năm là Các đơn vị trực thuộc khác: Cục Pháo binh, Cục Công binh, Cục Phòng không, Cục Hàng không, Cục Phòng thủ bờ biển, Cục Dân quân, Cục Tài vụ, Cục Quân khí, cơ quan quân pháp, trường Lục quân, trường Quân chính trung cấp, Toà soạn Quân chính tập san.
Ngày 22 tháng 2 năm 1955, Chủ tịch Hồ Chí Minh ký Sắc lệnh 221 về việc sáp nhập Khu Tả Ngạn với Liên khu 3 thành Liên khu 3. Ngày 7 tháng 5 năm 1955, thành lập Cục Phòng thủ bờ biển, sau là Cục Hải quân (1959), Quân chủng Hải quân (1963).
Ngày 24 tháng 9 năm 1955, Tổng quân uỷ đã ra Nghị quyết số 10/VP-TQU về cải tiến cách làm việc, trong đó có đoạn xác định vị trí, nhiệm vụ của các cơ quan giúp việc: "Đứng về phía chỉ đạo của Đảng về quân sự mà nói thì cơ quan thống nhất chỉ đạo toàn quân là Tổng quân uỷ, các cơ quan giúp việc là Bộ Tổng tham mưu, Tổng cục Chính trị, Tổng cục Hậu cần. Tổng quân uỷ thông qua các cơ quan Tham mưu, Chính trị, Hậu cần mà thực hiện sự lãnh đạo của mình; ngược lại sự chỉ đạo công tác của các cơ quan tham mưu, chính trị, hậu cần đối với đơn vị đều phải tập trung thống nhất vào chủ trương và kế hoạch chung của Tổng quân uỷ mà cơ quan giúp việc hàng ngày cho Tổng quân uỷ là Văn phòng Tổng quân uỷ....

### Trong Chiến tranh Việt Nam (1955 - 1975)
Ngày 10 tháng 4 năm 1958, Chủ tịch Hồ Chí Minh ký Sắc lệnh số 60/SL về việc thành lập Tổng cục Quân huấn trực thuộc Bộ Quốc phòng. Tổng cục Quân huấn có nhiệm vụ giúp Bộ Quốc phòng Tổng tư lệnh chỉ đạo công tác huấn luyện quân sự đối với cán bộ và chiến sĩ các binh chủng trong toàn quân, chỉ đạo công tác các nhà trường của quân đội và chỉ đạo công tác huấn luyện các lực lượng hậu bị.
Ngày 10 tháng 4 năm 1958, thành lập Cục Nghiên cứu điều lệnh và Khoa học Quân sự trực thuộc Tổng cục Quân huấn, sau là Cục Khoa học Công nghệ và Môi trường, Cục Khoa học Quân sự (2014). Cục Khoa học quân sự Bộ Quốc phòng có nhiệm vụ nghiên cứu, tham mưu giúp Quân ủy Trung ương, Bộ Quốc phòng lãnh đạo, chỉ đạo, tổ chức triển khai công tác Khoa học-Công nghệ-Môi trường trong quân đội và thực hiện chức năng quản lý nhà nước về lĩnh vực này trong toàn quân. 
Từ năm 1955, Tổng Quân ủy đã giao cho Trường Sĩ quan Lục quân Việt Nam tổ chức tập huấn những nội dung cơ bản về hóa học, nguyên tử cho đội ngũ giáo viên của trường. Năm 1956, Bộ Quốc phòng đã thành lập Tổ nghiên cứu tác chiến dưới điều kiện vũ khí nguyên tử, hóa học ở Cục Quân huấn. Đây là tổ chức tiền thân, cơ quan chỉ đạo phòng hóa của Quân đội nhân dân Việt Nam. Ngày 17 tháng 3 năm 1958, Bộ Tổng Tham mưu ban hành Công văn số 173/BTTM, tổ chức các cơ quan trực thuộc Tổng cục Quân huấn trong đó có Phòng Hóa học - Nguyên tử nằm trong Cục Huấn luyện chiến đấu. Phòng Hóa học - Nguyên tử là cơ quan nghiệp vụ làm tham mưu cho Bộ, chỉ đạo huấn luyện Phòng Hóa học - Nguyên tử trong toàn quân; đồng thời phối hợp với các cơ quan, tổ chức, xây dựng một số cơ quan, đơn vị hóa học theo đề án đã được xác định. Ngày 19 tháng 4 năm 1958, Bộ Tổng Tham mưu ra Quyết định số 214/BTM, giao nhiệm vụ cho Trường Sĩ quan Lục quân tổ chức một tiểu đoàn hóa học trực thuộc lấy phiên hiệu là Tiểu đoàn 6. Đây là tiểu đoàn hóa học đầu tiên của Quân đội nhân dân Việt Nam, có nhiệm vụ đào tạo hạ sĩ quan hóa học cho toàn quân, đảm nhiệm phòng hóa học hạt nhân và chiến đấu bằng vũ khí lửa; đồng thời, cùng ngày Bộ Quốc phòng đã quyết định thành lập 2 đại đội hóa học trực thuộc Sư đoàn Bộ binh 308 và Sư đoàn Bộ binh 320. Ngày 19 tháng 4 năm 1958, đánh dấu sự phát triển đầy đủ, yếu tố cần thiết cho sự ra đời Binh chủng Hóa học Quân đội nhân dân Việt Nam và được, Bộ Tổng Tham mưu quyết định lấy làm ngày truyền thống của Bộ đội Hóa học (1973). Ngày 9 tháng 5 năm 1966, theo Quyết định số 34/QĐ-QP, Phòng Hóa học - Nguyên tử được phát triển thành Cục Hóa học thuộc Bộ Tổng Tham mưu. Ngày 17 tháng 7 năm 1976, Đại tướng Võ Nguyên Giáp - Bộ trưởng Bộ Quốc phòng đã ký Quyết định số 224/QĐ-QP phát triển Cục Hóa học thành Binh chủng Hóa học (năm 1976).
Thực hiện Nghị quyết 58/NQ-TW của Bộ Chính trị, ngày 3 tháng 3 tháng 1959, Thủ tướng ra Nghị định 100/TTg thành lập lực Lượng Công an nhân dân vũ trang. Ngày 19 tháng 11 năm 1958, thành lập Lực lượng Cảnh vệ gồm Cảnh vệ Biên phòng và Cảnh vệ Nội địa. Ngày 10 tháng 10 năm 1979, Bộ Chính trị Ban Chấp hành Trung ương Đảng ra Nghị quyết số 22/NQ-TW, chuyển giao nhiệm vụ và Lực lượng Công an nhân dân vũ trang từ Bộ Nội vụ sang Bộ Quốc phòng. Ngày 31 tháng 5 năm 1988, Ban Bí thư Trung ương Đảng ra chỉ thị số 41/CT-TW về việc chuyển giao Lực lượng Bộ đội Biên phòng từ Bộ Quốc phòng sang Bộ Nội vụ. Ngày 16 tháng 11 năm 1995, Thủ tướng Chính phủ ban hành Quyết định số 754/TTg  chuyển Bộ đội biên phòng về trực thuộc Bộ Quốc phòng

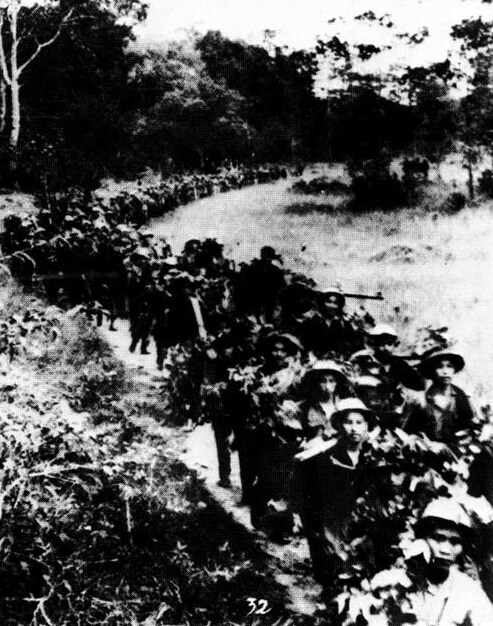
Quân đội nhân dân Việt Nam đang hành quân trên đường Trường Sơn qua Lào.

Ngày 19 tháng 5 năm 1959, thành lập Đoàn 559, sau là Bộ Tư lệnh Đoàn 559 (1965), Bộ Tư lệnh Trường Sơn (1970), Binh đoàn 12 (1977)
Ngày 12 tháng 10 năm 1960, thành lập Cục Nghiên cứu Kỹ thuật (Viện Kỹ thuật Quân sự), nay là Viện Khoa học và Công nghệ Quân sự.
Ngày 27 tháng 8 năm 1961, thành lập Trường Quân chính sơ cấp Quân Giải phóng miền Nam.  Ngày 10 tháng 10 năm 1975, Bộ Quốc phòng ký quyết định thành lập Trường Sĩ quan Lục quân 2 trên cơ sở Trường Lục quân tổng hợp H28, trực thuộc Bộ Quốc phòng, sau là Trường Đại học Nguyễn Huệ (2010).
Trong bối cảnh Hoa Kỳ ra sức phá hoại Hiệp định Genève, trực tiếp nhảy vào miền Nam Việt Nam, thiết lập thể chế chính trị thân Mỹ, áp đặt chính sách thực dân kiểu mới, xây dựng bộ máy bạo lực phản cách mạng và sử dụng bộ máy ấy để đàn áp khốc liệt phong trào cách mạng miền Nam, Đảng Cộng sản Việt Nam không còn con đường nào khác phải sử dụng bạo lực cách mạng để trấn áp kẻ thù, thực hiện hoài bão lớn nhất của toàn dân tộc là hòa bình, thống nhất, độc lập dân tộc và chủ nghĩa xã hội. Từ phong trào cách mạng của quần chúng, hình thức đấu tranh vũ trang tái xuất hiện và cùng với nó là sự ra đời của các lực lượng vũ trang nhân dân ở miền Nam. Nhu cầu cần có một bộ chỉ huy quân sự thống nhất và tại chỗ để kịp thời chỉ đạo chỉ huy toàn thể các lực lượng vũ trang cách mạng tại chiến trường miền Nam đặt ra một cách khẩn bách. Năm 1961, để chỉ huy trực tiếp các lực lượng vũ trang cách mạng tại chiến trường Nam Bộ, Nam Trung Bộ, Nam Tây Nguyên; Bộ Chính trị quyết định thành lập Bộ Tư lệnh các lực lượng vũ trang nhân dân giải phóng miền Nam Việt Nam (gọi là Bộ Chỉ huy Miền). Sự ra đời của Bộ Chỉ huy Miền là một tất yếu khách quan, đáp ứng kịp thời yêu cầu của cách mạng miền Nam trong thời điểm chuyển sang chiến tranh cách mạng lúc bấy giờ. Đó là vấn đề xây dựng lực lượng vũ trang và tiến hành đấu tranh vũ trang chống xâm lược.
Bộ Chỉ huy Miền là một cấp chỉ huy lớn của quân đội, cơ quan chỉ huy cao nhất các lực lượng vũ trang nhân dân ở B2. Bộ Chỉ huy Miền đặt dưới sự lãnh đạo chỉ đạo của Bộ Chính trị, Quân ủy Trung ương, trực tiếp là Trung ương Cục và sự chỉ đạo chỉ huy của Quân ủy Trung ương, Bộ Tổng Tư lệnh". Kể từ khi thành lập cho đến lúc kết thúc nhiệm vụ, Bộ Chỉ huy Miền do các đồng chí sau đây làm Tư lệnh: Phạm Thái Bường (1961), Trần Nam Trung (1961 - 1962), Trần Văn Quang (1962 - 1964), Trần Văn Trà (1964 - 1967, 1973 - 1976), Hoàng Văn Thái (1967 - 1973); và Chính ủy là các đồng chí: Nguyễn Văn Linh (1961 - 1964), Nguyễn Chí Thanh (1964 - 1967), Phạm Hùng (1967 - 1976).
Ngày 28 tháng 5 năm 1964, Bộ Quốc phòng đã ra Quyết định số 62/QĐ-QP thành lập Cục Liên lạc Đối ngoại (Bộ Quốc phòng) để giúp Quân ủy Trung ương và Bộ Quốc phòng quản lý, chỉ đạo các hoạt động đối ngoại, sau đến ngày 4 tháng 9 năm 1989, đổi tên thành Cục Đối ngoại
Ngày 22 tháng 6 năm 1965, Bộ Quốc phòng ra Quyết định số 100/QĐ-QP thành lập Trung đoàn Xe tăng 203 và ra Quyết định số 101/QĐ-QP thành lập Bộ Tư lệnh Tăng thiết giáp. Nhiệm vụ của Bộ Tư lệnh Tăng thiết giáp là lãnh đạo, chỉ huy, xây dựng và quản lý các đơn vị xe tăng, thiết giáp dự bị của Bộ và làm tham mưu cho Bộ về Binh chủng TTG. Sự ra đời của Binh chủng TTG đã đánh dấu bước phát triển mới của Bộ đội TTG và sự lớn mạnh của Quân đội nhân dân Việt Nam, thể hiện sự lãnh đạo sáng suốt của Đảng, chủ trương đúng đắn của Quân ủy Trung ương và Bộ Tổng Tư lệnh nhằm tăng cường sức mạnh của quân đội để có đủ khả năng làm tròn sứ mệnh lịch sử vẻ vang bảo vệ vững chắc thành quả cách mạng xã hội chủ nghĩa ở miền Bắc, giải phóng miền Nam và làm nghĩa vụ quốc tế. Ngày 5 tháng 10 năm 1965 thành lập Binh chủng Tăng-Thiết giáp.
Ngày 8 tháng 8 năm 1966, Hội đồng Chính phủ ra Quyết định số 146/CP  thành lập Phân hiệu II Đại học Bách Khoa. Ngày 28 tháng 10 năm 1966, công bố quyết định thành lập Phân Hiệu II Đại học Bách Khoa đồng thời khai giảng khóa đào tạo 1. Ngày 18 tháng 6 năm 1968, Thủ tướng Chính phủ quyết định đổi tên "Phân hiệu II Đại học Bách khoa" thành trường Đại học Kỹ thuật Quân sự. Ngày 15 tháng 12 năm 1981, Bộ Quốc phòng quyết định thành lập Học viện Kỹ thuật Quân sự trên cơ sở trường Đại học Kỹ thuật Quân sự. Ngày 6 tháng 5 năm 1991, Thủ tướng Chính phủ quyết định thành lập Đại học Kỹ thuật Lê Quý Đôn trên cơ sở Học viện Kỹ thuật Quân sự với 2 nhiệm vụ đào tạo quân sự và dân sự
Ngày 17 tháng 3 năm 1967, thành lập Binh chủng Đặc công.
Ngày 3 tháng 7 năm 1971, thành lập Cục Tiêu chuẩn - Đo lường - Chất lượng
Sau khi Hiệp định Paris 1973 được ký kết, tình thế mới đặt ra vấn đề xây dựng các quân đoàn binh chủng hợp thành có sức cơ động cao, sức đột kích lớn, làm lực lượng quyết định trong các chiến dịch có ý nghĩa chiến lược. Chấp hành Nghị quyết của Bộ Chính trị, Ngày 24 tháng 10 năm 1973, Đại tướng Võ Nguyên Giáp đã ký quyết định số 142/QĐ-QP về việc thành lập Quân đoàn 1. Thiếu tướng Lê Trọng Tấn, Phó Tổng Tham mưu trưởng được cử kiêm Tư lệnh Quân đoàn; Thiếu tướng Lê Quang Hòa, Phó Chủ nhiệm Tổng cục Chính trị được cử kiêm Chính ủy Quân đoàn.
Ngày 17 tháng 5 năm 1974, Quân đoàn 2 được thành lập tại Ba Nang, Ba Lòng, Quảng Trị. Sự ra đời của Quân đoàn 2 thể hiện sinh động quy luật về xây dựng lực lượng vũ trang nhân dân dưới sự lãnh đạo của Đảng Cộng sản Việt Nam. Nhiệm vụ chủ yếu của Quân đoàn là tham gia tổ chức các chiến dịch quy mô bằng sức mạnh hiệp đồng binh chủng, thực hiện những đòn tiêu diệt lớn lực lượng địch, phối hợp với các lực lượng tại chỗ và phong trào đấu tranh của quần chúng nhân dân giải phóng hoàn toàn miền Nam. Để thực hiện nhiệm vụ này, yêu cầu đặt ra đối với Quân đoàn là phải xây dựng sức mạnh chiến đấu tổng hợp, sức đột kích mạnh, tính cơ động cao, thành thạo tác chiến tập trung hiệp đồng quân, binh chủng.
Cùng với sự phát triển mạnh mẽ về tổ chức lực lượng, Quân đội nhân dân Việt Nam còn được trang bị một khối lượng lớn vũ khí trang bị kỹ thuật hiện đại. Các quân đoàn chủ lực cũng được thành lập. Công tác bảo đảm trang bị, bảo đảm kỹ thuật, quản lý kỹ thuật và huấn luyện kỹ thuật để cán bộ, chiến sĩ làm chủ vũ khí trang bị kỹ thuật trong khai thác sử dụng đặt ra cho các cấp phải khẩn trương thực hiện. Lượng vũ khí trang bị kỹ thuật rất lớn được trang bị cho các đơn vị đòi hỏi phải tăng cường công tác quản lý, chỉ đạo tiến hành bảo quản, bảo dưỡng, sửa chữa, cất giữ an toàn phục vụ cho chiến đấu. Trên tình hình thực tế đó cần phải có cơ quan quản lý, chỉ huy, chỉ đạo cấp chiến lược trực thuộc Bộ đảm trách công tác kỹ thuật quân sự để tham mưu đề xuất với Quân ủy Trung ương và Bộ Quốc phòng về công tác kỹ thuật. Vì vậy, Ngày 10 tháng 9 năm 1974, Hội đồng Chính phủ ban hành Nghị định số 211/CP về việc thành lập Tổng cục Kỹ thuật trực thuộc Bộ Quốc phòng.
Ngày 20 tháng 3 năm 1975, thành lập Cục Vật tư trực thuộc Bộ Tổng Tham mưu, sau là Cục Kế hoạch và Đầu tư (1998)
Ngay sau khi chiếm được Tây Nguyên, ngày 26 tháng 3 năm 1975, Đại tướng Võ Nguyên Giáp, Ủy viên Bộ Chính trị, Bí thư Quân ủy Trung ương, Phó Thủ tướng Chính phủ Việt Nam kiêm Bộ trưởng Bộ Quốc phòng ký quyết định số 54/QĐ-QĐ thành lập Quân đoàn 3 trực thuộc Bộ Quốc phòng. Quân đoàn 3 được thành lập có ý nghĩa rất quan trọng, đánh dấu sự ra đời của quân đoàn chủ lực cơ động thứ tư của Quân đội nhân dân Việt Nam. Theo quyết định của Bộ Quốc phòng, cơ cấu tổ chức của Quân đoàn 3 bao gồm: Bộ Tư lệnh, các cơ quan tham mưu, chính trị, hậu cần và các đơn vị trực thuộc. Với thành phần là các đơn vị thuộc khối chủ lực B3 đang trong quá trình phát triển Chiến dịch Tây Nguyên, Quân đoàn 3 là một binh đoàn chủ lực binh chủng hợp thành hoàn chỉnh, có cơ cấu tổ chức chặt chẽ, ổn định, sức cơ động cao, hoả lực mạnh, có trình độ và kinh nghiệm tác chiến hiệp đồng binh chủng; có thể độc lập tiến hành một chiến dịch hoặc đảm nhiệm hướng chủ yếu trong đội hình chiến dịch lớn của cấp trên, làm lực lượng quyết định trong các chiến dịch có ý nghĩa chiến lược
Chấp hành nghị quyết của Hội nghị lần thứ 21 Ban Chấp hành Trung ương Đảng Cộng sản Việt Nam về tăng cường quân sự tiến tới thống nhất đất nước, tháng 10 năm 1973, Quân uỷ Trung ương và Bộ Quốc phòng đề nghị Bộ Chính trị thành lập các quân đoàn chủ lực của Quân đội nhân dân Việt Nam, ở Nam Bộ và Cực Nam Trung Bộ, từ đầu năm 1974, Trung ương Cục, Quân uỷ và Bộ Tư lệnh Miền đã chỉ đạo lập phương án tổ chức biên chế, dự thảo chức năng nhiệm vụ của một quân đoàn chủ lực trên chiến trường. Sau khi thông qua kế hoạch tổ chức biên chế, ngày 20 tháng 7 năm 1974, Phạm Hùng, Ủy viên Bộ Chính trị, Bí thư Trung ương Cục chính thức công bố quyết định thành lập Quân đoàn 4 tại chiến khu Dương Minh Châu, miền Đông Nam Bộ. Với chức năng là quả đấm chủ lực mạnh, lực lượng cơ động của Bộ ở chiến trường B2, nhiệm vụ của Quân đoàn 4 là tiêu diệt quân địch, giải phóng nhân dân, làm nòng cốt cho lực lượng vũ trang 3 thứ quân, làm chỗ dựa vững chắc cho lực lượng đấu tranh chính trị của quần chúng, đảm nhận một hướng chiến lược, một khu vực chiến trường, mục tiêu cuối cùng là đánh chiếm Sài Gòn.
Ngày 26 tháng 5 năm 1975, thành lập Bệnh viện Trung ương Quân đội 175, trên cơ sở tiếp quản cơ sở vật chất, hạ tầng của Tổng y viện của chế độ Việt Nam Cộng hòa cũ và sáp nhập 3 bệnh viện: K116, K72, K59 và một số đội điều trị.
Ngày 29 tháng 8 năm 1975, Lễ khánh thành Lăng Chủ tịch Hồ Chí Minh được tổ chức trọng thể tại Hội trường Ba Đình, các lãnh đạo Đảng Cộng sản Việt Nam, Nhà nước Việt Nam đã vào Lăng viếng Bác. Hai chiến sĩ tiêu binh Nông Văn Thành người Tày và Nguyễn Văn Ri người Kinh được vinh dự làm nhiệm vụ trong phiên gác đầu tiên. Trước đây, thi hài Hồ Chí Minh được giữ gìn và bảo vệ trong một không gian hẹp, có điều kiện bảo đảm môi trường trong sạch, tinh khiết. Nay thi hài được giữ gìn trong một không gian rộng, hàng ngày có hàng nghìn lượt người đến viếng, rất khó khăn trong việc bảo đảm các thông số kỹ thuật, an ninh và công tác đón tiếp, tuyên truyền. Trước yêu cầu nhiệm vụ mới, ngày 28 tháng 12 năm 1975, Thường vụ Quân uỷ Trung ương ra Quyết định số 279/VP-QU thông qua việc thành lập Bộ Tư lệnh Bảo vệ Lăng Chủ tịch Hồ Chí Minh lấy phiên hiệu là Bộ Tư lệnh 969. Ngày 14 tháng 5 năm 1976, Bộ Quốc phòng ra Quyết định số 109/QĐ-QP thành lập Bộ Tư lệnh Bảo vệ Lăng Chủ tịch Hồ Chí Minh, trực thuộc Bộ Quốc phòng.

### Thời kì thống nhất
Ngày 14 tháng 1 năm 1976, thành lập Trường Sĩ quan Chính trị, sau là Trường Sĩ quan Chính trị Quân sự (1981), Trường Đại học Chính trị (2010).
Sau khi đất nước thống nhất, năm 1976 Bộ Tổng Tư lệnh Quân đội Nhân dân Việt Nam chấm dứt hoạt động. Bộ Quốc phòng-Tổng Tư lệnh đổi tên thành Bộ Quốc phòng và giữ tên đó cho đến ngày nay.
Ngày 21 tháng 2 năm 1976, thành lập Học viện Quân sự cao cấp, sau đổi thành Học viện Quân sự cấp cao (năm 1981), sau là Học viện Quốc phòng (năm 1994)
Ngày 5 tháng 4 năm 1976, thành lập Tổng cục Xây dựng Kinh tế. Đến ngày 7 tháng 11 năm 1985 chuyển thành Tổng cục Kinh tế (nay là Tổng cục Công nghiệp Quốc phòng).
Ngày 4 tháng 7 năm 1978, thành lập Bệnh viện Đông y Quân đội, sau là Viện Y học cổ truyền Quân đội
Ngày 7 tháng 3 năm 1979, thành lập Sư đoàn 319 trực thuộc Quân khu 3, sau là Tổng Công ty 319 trực thuộc Bộ Quốc phòng (2011)
Ngày 28 tháng 5 năm 1981, thành lập Viện Lịch sử Quân sự
Ngày 11 tháng 6 năm 1982, Bộ Quốc phòng ra Quyết định số 903/QP thành lập Binh đoàn 11 trực thuộc Bộ Quốc phòng. Sau là Đoàn 11 (5/1988), Công ty Xây dựng 11 (10/1989), Tổng công ty Xây dựng 11 (4/1991), và hiện nay là Tổng Công ty Thành An (năm 1996).
Ngày 20 tháng 2 năm 1985, thành lập Tổng Công ty 15 (hay là Binh đoàn 15)

### Thời kì đổi mới
Ngày 17 tháng 9 năm 1987, thành lập Tổng Công ty Đầu tư Phát triển nhà và Đô thị.
Ngày 7 tháng 3 năm 1988, thành lập Trung tâm Nhiệt đới Việt-Nga.
Ngày 1 tháng 6 năm 1989, thành lập Tổng Công ty Điện tử Thiết bị thông tin, sau là Tập đoàn Công nghiệp – Viễn thông Quân đội.

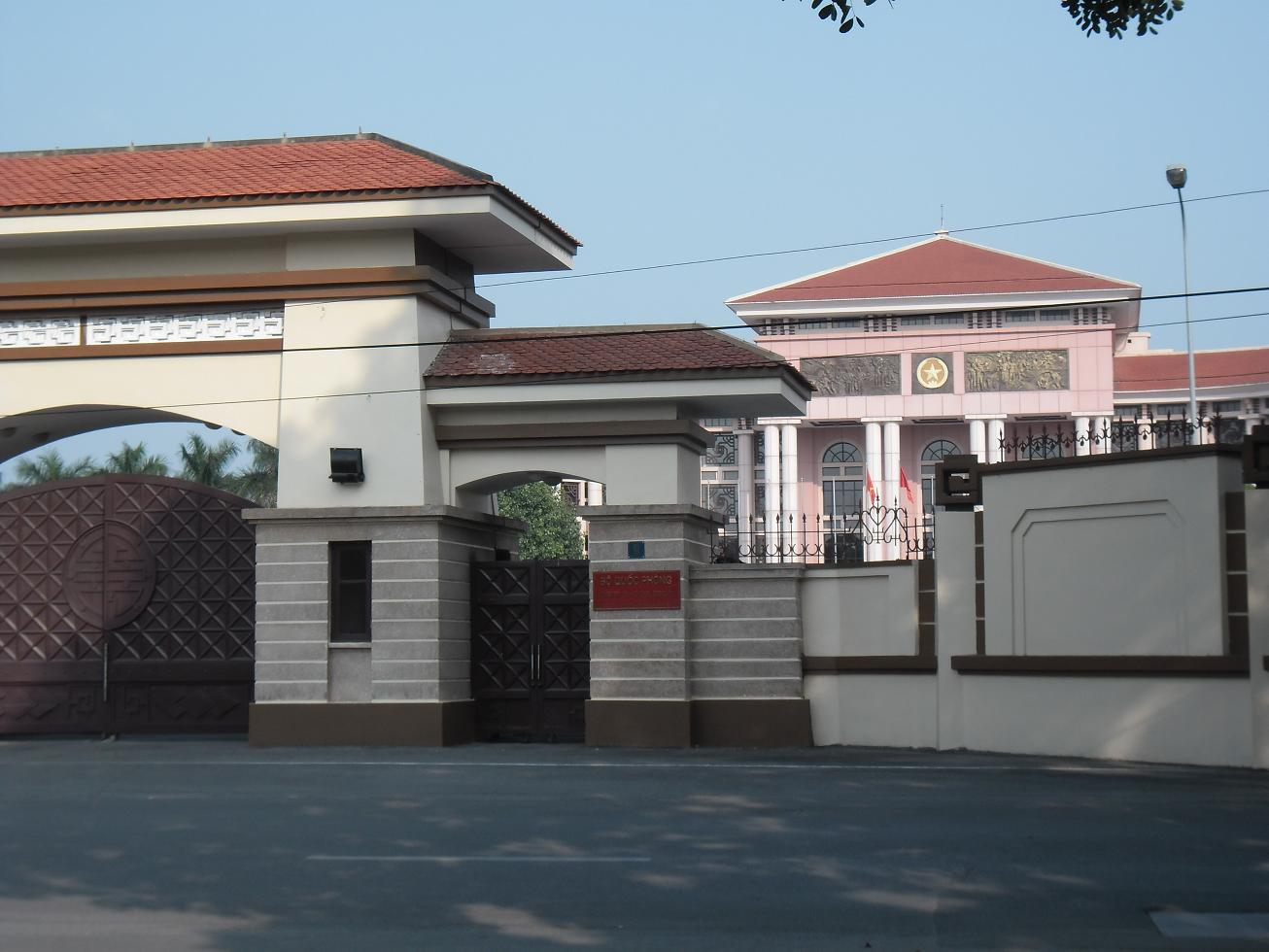
Trụ sở Bộ Quốc phòng ngày nay tại số 7 Nguyễn Tri Phương, Hà Nội

Ngày 19 tháng 7 năm 1989, thành lập Xí nghiệp 789 (nay là Tổng Công ty 789 - Bộ Quốc Phòng).
Ngày 1 tháng 9 năm 1989, thành lập Tổng Công ty Trực thăng Việt Nam (hay là Binh đoàn 18).
Ngày 16 tháng 11 năm 1989, thành lập Tổng Công ty Xây dựng Lũng Lô.
Ngày 11 tháng 1 năm 1990, thành lập Viện Chiến lược Quốc phòng.
Ngày 22 tháng 4 năm 1991, thành lập Tổng Công ty Thái Sơn
Ngày 10 tháng 8 năm 1991, thành lập Tổng Công ty Xuất nhập khẩu Tổng hợp Vạn Xuân (hay là VAXUCO)
Ngày 15 tháng 6 năm 1993, thành lập Phòng Quản lý Thi hành án thuộc Bộ Quốc phòng, nay là Cục Thi hành án (2005).
Ngày 4 tháng 11 năm 1994, thành lập Ngân hàng Thương mại Cổ phần Quân đội.
Ngày 24 tháng 12 năm 1994, thành lập Tổng Công ty Đông Bắc
Ngày 28 tháng 8 năm 1998, thành lập Cục Cảnh sát biển. Sau là Bộ Tư lệnh Cảnh sát biển (2013).
Ngày 8 tháng 12 năm 1998, thành lập Tổng Công ty 16 (nay là Binh đoàn 16).
Ngày 24 tháng 12 năm 1998, thành lập Cục Kinh tế.
Ngày 29 tháng 4 năm 1999, thành lập Viện Khoa học Xã hội Nhân văn Quân sự.

### Hiện nay (2000 - nay)

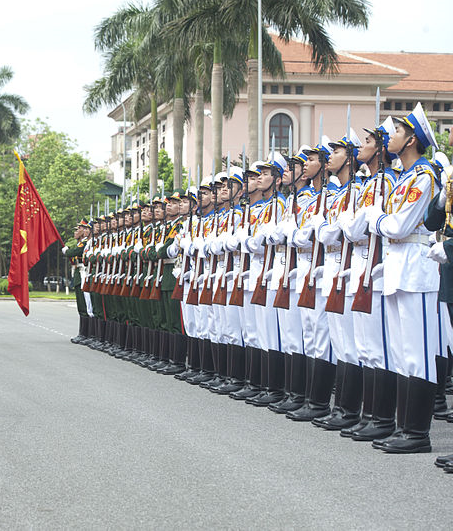
Đội danh dự tiêu binh Việt Nam năm 2012

Từ Thế kỷ 21 trở đi sự hợp tác hòa bình và phát triển vẫn là xu hướng chủ đạo của các quốc gia. Các nước sẽ tiếp tục tăng cường hợp tác trên nhiều lĩnh vực, đặc biệt là lĩnh vực quốc phòng và an ninh. Các cấu trúc an ninh mới được dựa trên cơ chế hợp tác đa phương sẽ tiếp tục giữ vai trò quan trọng trong quan hệ quốc tế. Tuy nhiên, tình hình thế giới, khu vực còn tiềm ẩn nhiều nguy cơ, nhất là, tranh chấp chủ quyền trên các vùng biển, đảo; sự cạnh tranh ảnh hưởng địa chiến lược, địa chính trị giữa các nước lớn diễn ra ngày càng gay gắt; các diễn đàn quốc phòng-an ninh khu vực sẽ đan xen giữa hợp tác và đấu tranh của các bên. Ngoài Cục Đối ngoại của Bộ Quốc phòng ra, lĩnh vực quốc phòng trong nước và quốc tế trước yêu cầu trong thời đại mới cần phải có một cơ quan nghiên cứu chuyên sâu. Vì vậy, ngày 21 tháng 12 năm 2002, Bộ trưởng Bộ Quốc phòng ký Quyết định 189/2002/QĐ-BQP thành lập Viện Quan hệ Quốc tế về Quốc phòng nhằm nghiên cứu tình hình quốc phòng - an ninh của khu vực và quốc tế; tham mưu cho Bộ Quốc phòng về công tác đối ngoại quốc phòng, đồng thời trực tiếp tổ chức và tham gia các hội nghị, hội thảo, diễn đàn an ninh đa phương và đối thoại an ninh song phương trong khu vực và quốc tế.
Ngày 20 tháng 7 năm 2005, Bộ Chính trị thông qua Nghị quyết số 51-NQ/TW về tiếp tục hoàn thiện cơ chế lãnh đạo của Đảng thực hiện chế độ một người chỉ huy gắn với thực hiện chế độ chính ủy, chính trị viên trong Quân đội nhân dân Việt Nam. Theo đó, ngoài cấp trưởng đứng đầu một đơn vị thì còn có Chính ủy, Chính trị viên (trước là cấp phó về chính trị). Theo đó ngày 21 tháng 11 năm 2011, Ban Bí thư ra Quy định số 50-QĐ/TW về Tổ chức cơ quan chính trị trong Quân đội nhân dân Việt Nam nhằm xác định đúng vai trò, chức năng và hoàn thiện cơ chế thực hiện theo Nghị quyết 51/2005/Bộ Chính trị.
Trong hòa bình, yếu tố chính sách càng trở nên quan trọng. Chính sách phải được hiểu một cách đầy đủ là chế độ chính sách và cơ chế quản lý, tổ chức thực hiện các chính sách đó, bao gồm cả nguồn kinh phí bảo đảm thực hiện chính sách. Chính sách đúng cùng với giáo dục chính trị, tư tưởng tốt mới tạo thành động lực đẩy mạnh sự nghiệp xây dựng, củng cố nền quốc phòng toàn dân và xây dựng quân đội cách mạng, chính quy, tinh nhuệ, từng bước hiện đại. Vì vây, ngày 29 tháng 5 năm 2008 Bộ Quốc phòng đã thành lập cơ quan Bảo hiểm Xã hội Bộ Quốc phòng nhằm giúp Bộ trưởng Bộ Quốc phòng quản lý toàn bộ việc tổ chức bảo hiểm xã hội, bảo hiểm y tế trong quân đội; đảm bảo các chế độ bảo hiểm xã hội, bảo hiểm y tế cho người lao động đang công tác trong quân đội và trước khi chuyển ra. Đây là việc làm theo đúng quan điểm của Đảng: coi mọi chính sách chính trị, kinh tế, xã hội đều lấy trung tâm là con người, vì con người và do con người phù hợp với sự phát triển mọi mặt của quân đội và đất nước trong giai đoạn mới.
Ngày 12 tháng 10 năm 2010, Bộ Quốc phòng tổ chức thành công Hội nghị Bộ trưởng Bộ Quốc phòng các nước ASEAN Mở rộng (ADMM+) lần thứ nhất tại Hà Nội. Tham dự Hội nghị có Bộ trưởng Quốc phòng và Đại diện Bộ trưởng Quốc phòng 10 quốc gia thành viên Hiệp hội các quốc gia Đông Nam Á và 7 nước đối tác đối thoại của ASEAN (dưới đây gọi tắt là các nước "Cộng"), bao gồm Úc, Ấn Độ, Nhật Bản, Hàn Quốc, New Zealand, Nga, Hoa Kỳ và Tổng thư ký ASEAN.
| “                                            | Lịch sử thế giới hiện đại ít khi chứng kiến việc các Bộ trưởng, đại diện Bộ trưởng Quốc phòng của 18 quốc gia trên thế giới cùng ngồi lại với nhau không phải bàn về chiến tranh, mà để cùng nhau chia sẻ và bàn thảo về hợp tác Quốc phòng-an ninh thiết thực, vì hoà bình, ổn định và phát triển. | ” |
| — Phùng Quang Thanh- Bộ trưởng Bộ Quốc phòng | |   |

Đây là một dấu mốc quan trọng trong lịch sử ASEAN bởi ADMM+ là diễn đàn quốc phòng chính thức đầu tiên cấp bộ trưởng quốc phòng giữa ASEAN và các nước đối tác chủ chốt ngoài khu vực. Hội nghị khẳng định tầm quan trọng của việc giữ vững vai trò trung tâm của ASEAN trong tiến trình ADMM+ và nhấn mạnh rằng hợp tác trong khuôn khổ ADMM+ cần tuân thủ các nguyên tắc cơ bản của ASEAN là tôn trọng độc lập, chủ quyền, không can thiệp vào công việc nội bộ của nhau, tham vấn, đồng thuận và với nhịp độ phù hợp với tất cả các nước thành viên. Hội nghị khẳng định ADMM+ là một bộ phận quan trọng của cấu trúc an ninh khu vực năng động, hiệu quả, mở và dung nạp. ADMM+ sẽ góp phần tăng cường hữu nghị, lòng tin và hiểu biết lẫn nhau thông qua đối thoại và hợp tác quốc phòng giữa các nước thành viên ADMM+.
Ngày 23 tháng 8 năm 2011, thành lập Tổng Công ty 36.
Ngày 4 tháng 6 năm 2012, trong buổi tiếp thân mật Bộ trưởng Quốc phòng Hoa Kỳ Leon Edward Panetta, Bộ trưởng Phùng Quang Thanh đề nghị: "Nếu được dỡ bỏ lệnh cấm bán vũ khí sát thương, chúng tôi có nhu cầu mua một số loại vũ khí trang bị trước hết để sửa chữa, bảo quản, nâng cấp các loại vũ khí chúng tôi thu được trong chiến tranh. Sau đó, chúng tôi sẽ lựa chọn mua những loại trang bị vũ khí phù hợp yêu cầu hiện đại hóa quân đội của Việt Nam với giá cả cạnh tranh"

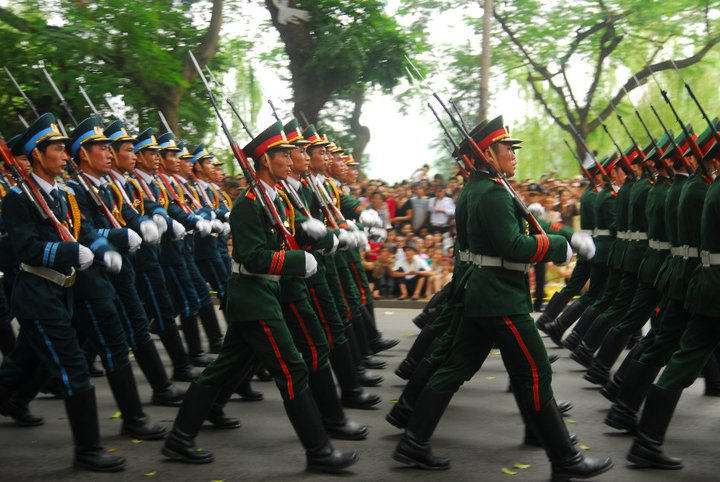
Duyệt binh kỷ niệm 1000 năm Thăng Long - Hà Nội năm 2010

Ngày 19 tháng 12 năm 2013, Bộ Quốc phòng Việt Nam tổ chức lễ ra mắt Cổng Thông tin điện tử Bộ Quốc phòng có 2 phiên bản tiếng Anh và tiếng Việt.
| “                                          | Sự kiện Cổng Thông tin điện tử phiên bản tiếng Anh và Báo Điện tử Quốc phòng ra mắt đánh dấu bước phát triển của Ngành thông tin Khoa học quân sự, trong đó có Trung tâm Khoa học quân sự về việc ứng dụng công nghệ thông tin-truyền thông trong Bộ Quốc phòng theo lộ trình phát triển Chính phủ điện tử. Đây là kênh thông tin chính thức cung cấp, trao đổi thông tin về các hoạt động quản lý Nhà nước của Bộ Quốc phòng trên Internet, đem lại tiện ích cho người sử dụng Internet trong và ngoài nước; gắn bó mật thiết với các bộ, ngành, đơn vị, đồng thời giúp bạn bè trên thế giới hiểu rõ hơn về đất nước, con người Việt Nam và Quân đội nhân dân Việt Nam | ” |
| — Phan Văn Giang- Phó Tổng Tham mưu trưởng | |   |

Ngày 27 tháng 5 năm 2014, thành lập Trung tâm Gìn giữ Hòa bình Việt Nam. Đây là một việc làm thực tế để Quân đội, Chính phủ và nhân dân Việt Nam chứng minh bằng hành động về những cam kết hội nhập quốc tế toàn diện mà Đảng đã đề ra.
| “                                     | Việc thành lập Trung tâm gìn giữ hòa bình Việt Nam và cử 2 sĩ quan lên đường làm nhiệm vụ tại Phái bộ Nam Sudan là sự kiện có ý nghĩa chính trị quan trọng, đánh dấu sự tham gia chính thức của Việt Nam vào hoạt động gìn giữ hòa bình của Liên Hợp Quốc. Hòa bình chỉ có thể được kiến tạo khi những hành động đơn phương trái với luật pháp quốc tế phải được đấu tranh loại bỏ. Hòa bình chỉ có thể được giữ gìn khi khi các quốc gia dù lớn hay nhỏ đều phải tôn trọng độc lập chủ quyền của nhau, đều cùng chia sẻ trách nhiệm gìn giữ hòa bình bằng những hành động thiết thực, cụ thể | ” |
| — Vũ Đức Đam- Phó Thủ tướng Chính phủ | |   |

Ngày 21 tháng 10 năm 2014, tại Hà Nội đã diễn ra Đối thoại Chính sách Quốc phòng Việt Nam-Hoa Kỳ năm 2014. Hai bên trao đổi tình hình thế giới, khu vực cùng quan tâm và kiểm điểm lại kết quả đạt được trên 5 lĩnh vực được nêu trong Bản ghi nhớ về hợp tác quốc phòng song phương và thống nhất, trong thời gian qua, một số lĩnh vực có bước phát triển mới, nhất là các hoạt động hợp tác mang tính chất nhân đạo như tìm kiếm quân nhân mất tích (MIA); rà phá bom mìn, vật liệu nổ còn sót lại sau chiến tranh, tẩy rửa chất độc da cam/dioxin...
Ngày 16 tháng 1 năm 2015, tại thủ đô New Delhi (Ấn Độ) đã khai mạc Đối thoại chiến lược quốc phòng Ấn Độ - Việt Nam lần thứ 9. Thượng tướng Nguyễn Chí Vịnh, Thứ trưởng Bộ Quốc phòng dẫn đầu đoàn Việt Nam tham dự đối thoại. Hai bên đã trao đổi về tình hình quốc tế, khu vực và tiếp tục thống nhất rằng hòa bình, hợp tác và phát triển là xu thế chung của tất cả các quốc gia trong thời đại ngày nay, mọi tranh chấp, bất đồng cần được giải quyết thông qua đối thoại hòa bình, trên cơ sở luật pháp quốc tế, không sử dụng vũ lực hoặc đe dọa dùng vũ lực.  
Ngày 3 tháng 3 năm 2015, Bộ Quốc phòng Việt Nam tuyên bố, Việt Nam và Israel ký kết Bản Ghi nhớ Hợp tác Quốc phòng, nỗ lực thúc đẩy quan hệ song phương, tăng cường hợp tác trong các lĩnh vực như hoạt động quân sự, chuyển nhượng công nghệ, hợp tác công nghiệp quân sự.
Ngày 18 tháng 3 năm 2015, Đoàn đại biểu quân sự cấp cao Việt Nam do Đại tướng Phùng Quang Thanh, Bộ trưởng Bộ Quốc phòng dẫn đầu, đã kết thúc tốt đẹp chuyến đi dự Hội nghị Bộ trưởng Quốc phòng các nước ASEAN lần thứ 9 (ADMM-9) và dự khai mạc Triển lãm Hàng không-Hàng hải quốc tế Langkawi năm 2015 (LIMA 2015) tại Malaysia. Thông qua cơ chế ADMM, ASEAN muốn gửi đến cộng đồng quốc tế một hình ảnh ASEAN đoàn kết, đồng thuận và hợp tác có hiệu quả. Malaysia cam kết sẽ làm hết sức mình trong việc góp phần vào duy trì hòa bình, ổn định và an ninh trong khu vực theo các chuẩn mực quốc tế.
Ngày 27 tháng 3 năm 2015, Cổng Thông tin Điện tử Ngành Chính sách quân đội chính thức đi vào hoạt động nhằm góp phần tuyên truyền, phổ biến các chủ trương, chính sách của Đảng Cộng sản Việt Nam và Nhà nước Việt Nam đối với Quân đội nhân dân Việt Nam, hậu phương Quân đội; chỉ đạo, hướng dẫn các hoạt động Công tác chính sách trong toàn quân; thực hiện từng bước các dịch vụ hành chính công trực tuyến nhằm công khai, minh bạch các chế độ, chính sách, quy trình, trách nhiệm tổ chức thực hiện của các cấp, các ngành; thông tin kịp thời hơn về lĩnh vực Công tác chính sách. Đồng thời, đây là trang tin điện tử của Văn phòng Ban chỉ đạo Quốc gia, là một trong những địa chỉ tiếp nhận, cung cấp thông tin về liệt sĩ, mộ liệt sĩ phục vụ cho thực hiện Đề án tìm kiếm, quy tập hài cốt liệt sĩ từ nay đến năm 2020 và những năm tiếp theo của Ban chỉ đạo Quốc gia 1237.
Ngày 31 tháng 5 năm 2015, Bộ trưởng Bộ Quốc phòng Hoa Kỳ Ashton Carter thăm chính thức Bộ Quốc phòng Việt Nam, Bộ Tư lệnh Hải quân và Bộ Tư lệnh Vùng 1 Hải quân Nhân dân Việt Nam. Hai bên đã tiến hành hội đàm trên tinh thần hữu nghị, cởi mở, thẳng thắn và hiểu biết lẫn nhau. Hai bên đã trao đổi về quan hệ quốc phòng song phương và nhận thấy sự phát triển tích cực và ổn định trong quan hệ quốc phòng hai nước. Hoa Kỳ đã triển khai tương đối tích cực các chương trình khắc phục hậu quả chiến tranh, trao đổi đoàn; đối thoại, tham vấn; trao đổi kinh nghiệm trong lĩnh vực tìm kiếm cứu nạn, khắc phục thiên tai, tham gia các hoạt động gìn giữ hòa bình của Liên Hợp Quốc, an ninh biển; đào tạo; quân y; tham vấn lẫn nhau trên các diễn đàn  đa phương, ADMM+ và các lĩnh vực khác mà hai bên có nhu cầu và khả năng.
Ngày 2 tháng 9 năm 2015, Bộ Quốc phòng đã tổ chức và phối hợp tốt với các cơ quan đơn vị của các ban ngành đoàn thể Trung ương tổ chức thành công Lễ mít tinh, diễu binh, diễu hành Kỷ niệm 70 năm Cách mạng Tháng Tám (19/8/1945 - 19/8/2015) và Quốc khánh nước Cộng hòa xã hội chủ nghĩa Việt Nam (2/9/1945 - 2/9/2015) tại Quảng trường Ba Đình, Hà Nội. Với hơn 30.000 người tham gia trong suốt 3 tháng luyện tập, hợp luyện và tổng duyệt. Ban Chỉ đạo Bộ Quốc phòng về tổ chức các hoạt động Kỷ niệm diễu binh, diễu hành do Thượng tướng Nguyễn Thành Cung làm Trưởng ban Chỉ đạo, Trung tướng Nguyễn Quốc Khánh làm Phó ban Chỉ đạo đã tổ chức triển khai thực hiện các nhiệm vụ bảo đảm đúng tiến độ đề ra và đảm bảo an toàn trong toàn buổi lễ.
Thực hiện Quyết định số 1198/QĐ-TTg ngày 15/8/2017 của Thủ tướng Chính phủ, chiều ngày 8 tháng 1 năm 2018 tại Hà Nội, Bộ Quốc phòng tổ chức Lễ công bố quyết định thành lập Bộ Tư lệnh Tác chiến không gian mạng. Bộ Tư lệnh Tác chiến không gian mạng là đơn vị đầu mối trực thuộc Bộ Quốc phòng, giúp Bộ Quốc phòng thực hiện chức năng quản lý Nhà nước Việt Nam về bảo vệ chủ quyền quốc gia trên không gian mạng và công nghệ thông tin trong toàn quân.
Trong năm 2018 và năm 2019, Thực hiện Nghị quyết của Đảng về tinh giản biên chế, Bộ Quốc phòng đang tiến hành từng bước đổi mới, sắp xếp tổ chức các đơn vị quân đội. Theo đó, để cụ thể hóa công việc ở các lĩnh vực khác nhau, Bộ Quốc phòng đã xây dựng kế hoạch, đề án ở một số đơn vị để rút kinh nghiệm, sau đó triển khai trong toàn quân. Quân ủy Trung ương đã chỉ đạo sắp xếp 88 doanh nghiệp quân đội còn 17, giảm 71 doanh nghiệp. Số lượng sỹ quan, quân nhân chuyên nghiệp, công nhân viên chức quốc phòng phải giải quyết chế độ là 16.000 người, chưa tính số lao động hợp đồng của các đơn vị. Đối với các cơ quan chiến lược, chiến dịch, Bộ cũng đã rà soát, điều chỉnh tổ chức, hợp nhất các phòng, cục có chức năng, nhiệm vụ tương đồng, phấn đấu đến năm 2021 giảm 10% quân số biên chế so với năm 2015. Bộ Quốc phòng cũng thực hiện cơ chế tự chủ về tài chính đối với 25 bệnh viện trong quân đội, từ bệnh viện Trung ương Quân đội 108 đến bệnh viện của các quân khu, quân đoàn, quân chủng. Với cách làm này, ngân sách nhà nước chi thường chuyên cho biên chế, tổ chức của bệnh viện quân đội sẽ giảm đáng kể. Bộ cũng giải thể 14 Lữ đoàn Công binh dự bị động viên thuộc bảy tổng công ty, gồm: 36, 319, Đông Bắc, Thái Sơn, xây dựng Lũng Lô, xây dựng Trường Sơn, Thành An; giải thể Ban Quản lý dự án 46, 47; sáu trung tâm dạy nghề - giới thiệu việc làm
Ngày 03 tháng 12 năm 2023, Bộ Quốc phòng tổ chức lễ công bố Quyết định số 6012/QĐ-BQP, ngày 21/11/2023 của Bộ trưởng Bộ Quốc phòng về việc thành lập Quân đoàn 12 tại Ninh Bình.
Ngày 16 tháng 6 năm 2025, Bộ Quốc phòng tổ chức lễ công bố Quyết định của Bộ trưởng Bộ Quốc phòng về việc thành lập Binh đoàn Kinh tế biển (Binh đoàn 20) trên cơ sở Tổng công ty Tân Cảng Sài Gòn tại Thành phố Hồ Chí Minh.

## Lực lượng Quốc phòng
Sách trắng không công bố con số lực lượng quốc phòng.
Theo Global Firepower - Bảng xếp hạng thực lực quân sự của các quốc gia trên thế giới thì tổng quân số lực lượng chính quy của Việt Nam tính đến năm 2013 là 412.000 người.
- Lực lượng dự bị động viên cục bộ: 5.040.000 người.
- Lực lượng dự bị động viên toàn quốc: 50.645.430 người.
- Lực lượng phục vụ: 41.503.949 người.[97]

Theo Cổng Thông tin Điện tử Bộ Quốc phòng thì tổng quân số lực lượng chính quy khoảng 450.000 người. Lực lượng dự bị khoảng 5 triệu người.
Theo thống kê tương đối từng đơn vị cho thấy tổng quân số Lực lượng theo biên chế là khoảng 1 triệu người gồm:
- Khối cơ quan đầu não (Bộ Tổng tham mưu, các Tổng cục): 84.000;
- Khối Quân chủng: 185.000;
- Khối Quân khu: 245.000;
- Khối Quân đoàn: 130.000;
- Khối Binh chủng: 58.000;
- Khối Học viện Nhà trường: 46.000;
- Khối cơ quan chuyên môn: 15.350;
- Khối Viện Trung tâm Nghiên cứu: 15.500;
- Khối Doanh nghiệp Quân đội: 214.500[99]

Quân đội nhân dân Việt Nam có 3 quân chủng (riêng Quân chủng Lục quân không thành lập bộ tư lệnh quân chủng mà do Bộ Quốc phòng trực tiếp quản lý) và 4 bộ tư lệnh độc lập gồm:
| Lực lượng        | Lục quân                                                                | Không quân                                                          | Hải quân                                                     | Biên phòng                                                       | Cảnh sát biển                                      | Tác chiến không gian mạng | Bảo vệ Lăng                      |
| ---------------- | ----------------------------------------------------------------------- | ------------------------------------------------------------------- | ------------------------------------------------------------ | ---------------------------------------------------------------- | -------------------------------------------------- | ------------------------- | -------------------------------- |
| Biểu trưng       |                                                                         |                                                                     |                                                              |                                                                  |                                                    |                           |                                  |
| Tên gọi          | Lục quân                                                                | Phòng không - Không quân                                            | Hải quân                                                     | Bộ đội Biên phòng                                                | Cảnh sát biển                                      | Tác chiến Không gian Mạng | Bảo vệ Lăng Chủ tịch Hồ Chí Minh |
| Đặc điểm         | Không biên chế Quân chủng mà trực tiếp trực thuộc Bộ Quốc phòng quản lý | Thành lập Quân chủng bao gồm cả lực lượng Phòng không và Không quân | Thành lập Quân chủng bao gồm cả Hải quân và Hải quân đánh bộ | Thành lập Bộ Tư lệnh, bảo đảm tuần biên trên đất liền, biên giới | Thành lập Bộ Tư lệnh, bảo đảm tuần duyên trên biển | Thành lập Bộ Tư lệnh      | Thành lập Bộ Tư lệnh             |
| Quân số          | ~900.000                                                                | ~90.000                                                             | ~100.000                                                     | ~50.000                                                          | ~80.000                                            | ~20.000                   | ~10.000                          |
| Biên chế chủ yếu | 7 Quân khu, 1 Bộ Tư lệnh Thủ đô, 2 Quân đoàn, 6 Binh chủng              | 9 Sư đoàn, 3 Lữ đoàn                                                | 5 Bộ Tư lệnh Vùng, 3 Lữ đoàn                                 | 5 Lữ đoàn, 44 Bộ Chỉ huy Biên phòng tỉnh                         | 4 Bộ Tư lệnh Vùng                                  | 3 Lữ đoàn                 | 4 Lữ đoàn                        |

## Ngân sách Quốc phòng
Bộ Quốc phòng Việt Nam không công bố con số chính xác về ngân sách quốc phòng. Bất cứ một quốc gia nào có chủ quyền cũng đều quan tâm xây dựng chiến lược quốc phòng. Việc phân bổ nguồn lực của đất nước cho lĩnh vực này là một tất yếu khách quan và tỷ lệ phân bổ giữa "súng và bơ" luôn là vấn đề được cân nhắc, tính toán kỹ lưỡng.
Ngân sách Quốc phòng của Việt Nam chủ yếu để bảo đảm đời sống bộ đội, bảo đảm hoạt động của công nghiệp quốc phòng, duy trì khả năng sẵn sàng chiến đấu của Quân đội nhân dân. Với khả năng kinh tế của Việt Nam còn thấp, thu nhập bình quân đầu người chưa cao, đang ưu tiên đầu tư cho thực hiện chính sách xã hội, xoá đói, giảm nghèo, nên ngân sách quốc phòng vẫn chưa đáp ứng được nhu cầu và "cần, kiệm" vẫn là kim chỉ nam hành động.
Năm 2014, Ngân sách chi cho lĩnh vực sự nghiệp kinh tế - xã hội, quốc phòng, an ninh, quản lý hành chính 704.400 tỷ đồng. Còn ngân sách cụ thể chi cho Quốc phòng thì vẫn là điều tuyệt mật
| “                                                                | Không phải ngẫu nhiên mà ngân sách ghép phần chi cho sự nghiệp kinh tế - xã hội, quốc phòng, an ninh, quản lý hành chính vào làm một nhóm, bởi 4 nhóm này có quan hệ mật thiết với nhau, không thể tách rời nhau, nên không thể trả lời cụ thể con số chi cho quốc phòng là bao nhiêu. Đơn cử, trong khoản chi này có khoản chi lương, không thể tách phần chi lương cho lực lượng quốc phòng riêng ra được. Hơn nữa, nhiều khoản chi gián tiếp khác cho quốc phòng, nhưng lại liên quan trực tiếp đến chi không phải quốc phòng cũng không thể tách ra để tính vào chi cho quốc phòng được | ” |
| — Phùng Quốc Hiển- Chủ nhiệm Ủy ban Tài chính-Ngân sách Quốc hội | |   |

Báo cáo của ICD Research cho biết, theo thống kê, ngân sách quốc phòng Việt Nam trong năm 2011 là 3 tỷ USD, dự kiến sẽ đạt khoảng 7 tỷ USD vào năm 2015 (tăng 2 tỷ USD). Hiện tại là khoảng 19,13%, trong giai đoạn dự báo sẽ tăng trưởng ở tốc độ CAGR 14,32%. Sự tăng trưởng chi tiêu quốc phòng này là phù hợp với tốc độ tăng trưởng kinh tế "khá ổn định" của Việt Nam. Trong suốt giai đoạn vừa qua, Việt Nam đã phân bổ 31% ngân sách quốc phòng cho đầu tư ngành công nghiệp – quốc phòng và 69% để mua các trang thiết bị vũ khí của nước ngoài. Tuy nhiên, trong thời kỳ dự báo 2011-2016, tổng ngân sách quốc phòng được đầu tư trong nước sẽ tăng trung bình lên tới con số 35%, tức là Việt Nam sẽ chú trọng nhiều hơn cho ngành quốc phòng trong nước.

## Sách trắng quốc phòng
Nhằm mục đích bày tỏ quan điểm của Việt Nam về những vấn đề an ninh mới của khu vực và thế giới, Bộ Quốc phòng Việt Nam công bố sách trắng về quốc phòng của Việt Nam. Sách trắng lần thứ nhất mang tên "Việt Nam củng cố quốc phòng bảo vệ Tổ quốc" vào năm 1998. Gồm 3 phần: Vì hòa bình, độc lập và phát triển, bảo vệ vững chắc Tổ quốc Việt Nam Xã hội chủ nghĩa; Xây dựng nền quốc phòng toàn dân vững mạnh; Xây dựng lực lượng vũ trang nhân dân hùng mạnh.
Sách trắng lần hai vào ngày 9 tháng 12 năm 2004 với tên gọi là "Quốc phòng Việt Nam những năm đầu của thế kỷ XXI", được xuất bản bằng hai thứ tiếng Việt và tiếng Anh, gồm 3 phần chính: Chính sách quốc phòng Việt Nam, Xây dựng nền quốc phòng toàn dân, Xây dựng lực lượng vũ trang nhân dân. Với chủ trương tôn trọng độc lập, chủ quyền và lợi ích của các quốc gia khác theo những nguyên tắc cơ bản của Hiến chương Liên Hợp Quốc và luật pháp quốc tế, chủ trương không tham gia bất kỳ liên minh quân sự nào; không cho nước ngoài đặt căn cứ quân sự trên lãnh thổ của mình, không sử dụng vũ lực hay đe doạ sử dụng vũ lực đối với nước khác. Ngoài ra Việt Nam khẳng định chủ quyền không thể tranh cãi đối với vùng biển, đảo của Việt Nam trên Biển Đông.

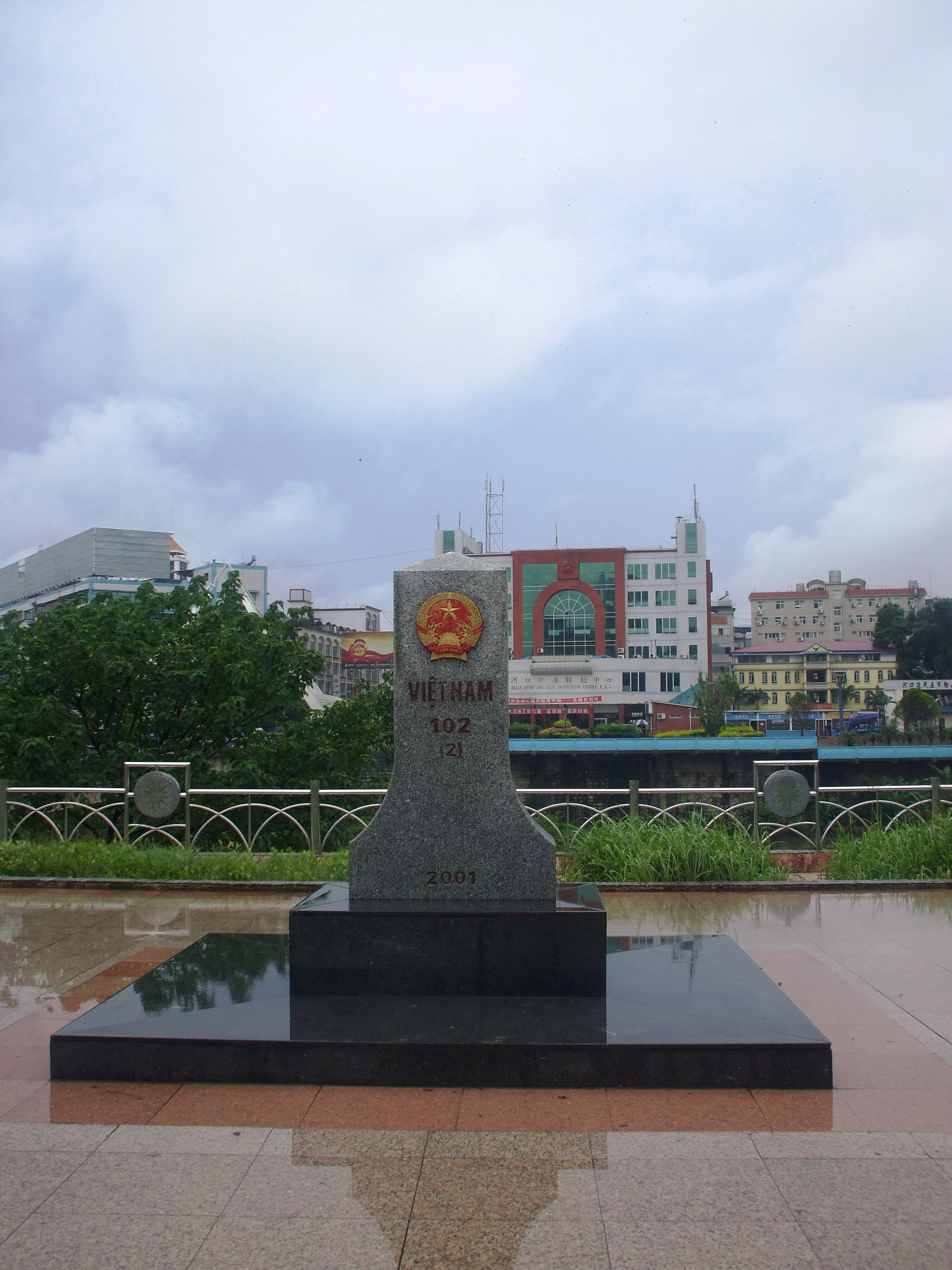
Cột mốc biên giới số 102 giữa Việt Nam và Trung Quốc tại Cửa khẩu quốc tế Lào Cai

Sách trắng lần thứ ba vào ngày 8 tháng 12 năm 2009 với tên gọi là "Sách trắng Quốc phòng năm 2009" được xuất bản bằng hai thứ tiếng Việt và tiếng Anh với chủ trương duy trì và phát triển quốc phòng đủ mạnh, kiên trì chính sách quốc phòng mang tính chất hoà bình, tự vệ mà trọng tâm là xây dựng nền quốc phòng toàn dân. Việt Nam xây dựng quân đội "của dân, do dân, vì dân", có tổ chức chặt chẽ, có kỷ luật nghiêm, có lực lượng thường trực hợp lý, lực lượng dự bị hùng hậu, được huấn luyện và trang bị các loại vũ khí ngày càng hiện đại, đủ khả năng bảo vệ độc lập, chủ quyền, thống nhất, toàn vẹn lãnh thổ, các lợi ích quốc gia và chế độ xã hội chủ nghĩa. Việt Nam đẩy mạnh hợp tác quốc tế trên các lĩnh vực quốc phòng, an ninh, tìm kiếm giải pháp lâu dài cho các tranh chấp lãnh thổ và các tranh chấp khác bằng các biện pháp hoà bình, góp phần xây dựng Đông Nam Á thành khu vực hoà bình, ổn định và thịnh vượng. Việc xuất bản Sách trắng năm 2009 thể hiện mong muốn và quyết tâm của Việt Nam trong việc phát triển quan hệ hữu nghị, hợp tác, bình đẳng với tất cả các nước trên cơ sở tôn trọng lẫn nhau, vì hoà bình, độc lập dân tộc, dân chủ và tiến bộ xã hội.

## Hiệp định về Biên giới
- Hiệp định phân định Vịnh Bắc Bộ giữa Việt Nam và Trung Quốc[111][112]
- Hiệp định hợp tác nghề cá Vịnh Bắc Bộ giữa Việt Nam và Trung Quốc[111][112]
- Hiệp định biên giới trên đất liền giữa Việt Nam và Trung Quốc[111][112]
- Hiệp định phân định biên giới trên bộ giữa Việt Nam và Campuchia[111][112]
- Hiệp định vùng nước lịch sử giữa Việt Nam và Campuchia[111][112]
- Hiệp định phân định vùng biển giữa Việt Nam và Thái Lan[111][112]
- Hiệp định phân định ranh giới thềm lục địa giữa Việt Nam và Indonesia[111][112]
- Hiệp định phân định biên giới trên bộ giữa Việt Nam và Lào[111][112]
- Thỏa thuận hợp tác thăm dò và khai thác chung vùng chồng lấn giữa Việt Nam và Malaysia[111][112]

## Lãnh đạo hiện nay
| Lãnh đạo Bộ Quốc phòng Việt Nam \| Bộ trưởng Chủ nhiệm Tổng cục Chính trị Tổng Tham mưu trưởng, Thứ trưởng Thứ trưởng \| Đại tướng Phan Văn Giang Đại tướng Trịnh Văn Quyết Đại tướng Nguyễn Tân Cương Thượng tướng Võ Minh Lương Thượng tướng Hoàng Xuân Chiến Thượng tướng Lê Huy Vịnh Thượng tướng Phạm Hoài Nam Thượng tướng Vũ Hải Sản Thượng tướng Nguyễn Hồng Thái Thượng tướng Nguyễn Trường Thắng Thượng tướng Nguyễn Văn Hiền \| | |
| Bộ trưởng Chủ nhiệm Tổng cục Chính trị Tổng Tham mưu trưởng, Thứ trưởng Thứ trưởng | Đại tướng Phan Văn Giang Đại tướng Trịnh Văn Quyết Đại tướng Nguyễn Tân Cương Thượng tướng Võ Minh Lương Thượng tướng Hoàng Xuân Chiến Thượng tướng Lê Huy Vịnh Thượng tướng Phạm Hoài Nam Thượng tướng Vũ Hải Sản Thượng tướng Nguyễn Hồng Thái Thượng tướng Nguyễn Trường Thắng Thượng tướng Nguyễn Văn Hiền |

## Tổ chức Đảng
Đảng Cộng sản Việt Nam lãnh đạo Quân đội nhân dân Việt Nam và Bộ Quốc phòng Việt Nam trực tiếp, tuyệt đối. Đứng đầu là Quân ủy Trung ương nghiên cứu đề xuất để Ban Chấp hành Trung ương quyết định những vấn đề về đường lối, nhiệm vụ quân sự và quốc phòng; lãnh đạo mọi mặt trong Quân đội. Tổng cục Chính trị đảm nhiệm công tác đảng, công tác chính trị trong toàn quân, hoạt động dưới sự lãnh đạo của Ban Bí thư và trực tiếp, thường xuyên của Quân ủy Trung ương.
Dưới Quân ủy Trung ương là Đảng bộ các Tổng cục, Quân khu, Cục trực thuộc Bộ và các đơn vị tương đương Quân đoàn trực thuộc Bộ. Đứng đầu là Bí thư thường là Chính ủy đảm nhiệm; Phó Bí thư là cấp trưởng đơn vị đó đảm nhiệm. Tùy theo số lượng đơn vị và quân số mà phân chia thành Đảng bộ cấp 2, cấp 3 và cấp cơ sở. Và đơn vị trực thuộc cấp cơ sở (tương đương Đại đội) thường được gọi là Chi bộ, đó là cấp tổ chức Đảng nhỏ nhất trong Quân đội.

## Tổ chức chính quyền

### 1945-1950
Từ khi thành lập Bộ Quốc phòng, quy định trong Sắc lệnh của Chủ tịch nước, người chỉ huy cao nhất của Bộ Quốc phòng là Bộ trưởng, tiếp theo là Thứ trưởng. Trong những năm 1946, 1947, 1948, Bộ Quốc phòng và Bộ Tổng Chỉ huy hợp nhất sau đó lại tách ra rồi lại hợp nhất thì người chỉ huy cao nhất Bộ Quốc phòng-Tổng Chỉ huy là Tổng Tư lệnh kiêm Bộ trưởng Bộ Quốc phòng. Giúp việc cho Bộ trưởng có các Thứ trưởng, Tổng Tham mưu trưởng.
Sau khi hợp nhất giữa Bộ Quốc phòng và Bộ Tổng Chỉ huy thì tổ chức của Bộ Quốc phòng-Tổng Chỉ huy thống nhất gồm Bộ Tổng Tham mưu đứng đầu là Tổng Tham mưu trưởng, Cục Chính trị và các Cục chuyên ngành trực thuộc Bộ.
Trong thời kỳ này, mô hình tổ chức của Bộ Quốc phòng còn sơ khai, thể hiện định hướng cho sự phát triển lớn mạnh hơn về tổ chức sau này. Các cơ quan, đơn vị mới được thành lập là tiền thân cho sự phát triển của các cơ quan, đơn vị sau này. Bộ Quốc phòng được xây dựng theo mô hình tập thể lãnh đạo, cá nhân phụ trách, cơ chế ngành dọc chuyên môn, chịu sự chỉ huy trực tiếp của thủ trưởng đơn vị cấp mình và sự chỉ huy gián tiếp của thủ trưởng đơn vị cấp trên theo chuyên ngành.

### 1950-1975
Sau khi Bộ Quốc phòng và Bộ Tổng Tư lệnh hợp nhất thành Bộ Quốc phòng-Tổng Tư lệnh, người chỉ huy cao nhất là Tổng Tư lệnh kiêm Bộ trưởng Bộ Quốc phòng. Hai cơ quan Bộ Tổng Tham mưu và Tổng cục Chính trị là cơ quan đầu ngành về công tác Tham mưu và Chính trị, đứng đầu hai cơ quan là Tổng Tham mưu trưởng, Chủ nhiệm Tổng cục Chính trị.

### 1975-2000
Sau khi thống nhất đất nước, năm 1976, Bộ Quốc phòng-Tổng Tư lệnh chấm dứt hoạt động chỉ còn lại Bộ Quốc phòng. Khi đó người chỉ huy cao nhất của Bộ Quốc phòng là Bộ trưởng là người quân sự và là Ủy viên Bộ Chính trị.

### Hiện nay
Với chủ trương tinh giản biên chế gọn nhẹ của Chính phủ. Từ những năm 2000 đến nay, tổ chức của Bộ Quốc phòng chuyển đổi theo hướng giảm số lượng nhân sự, nâng cao chất lượng, tinh nhuệ, gọn nhẹ, từng bước hiện đại hóa, đáp ứng đủ nhu cầu nhiệm vụ bảo vệ Quốc gia và Quốc tế. Tổ chức của Bộ Quốc phòng theo ngành dọc về cơ quan chuyên môn, có chỉ huy trực tiếp và gián tiếp theo ngành dọc. Người chỉ huy cao nhất Bộ Quốc phòng vẫn là Bộ trưởng đồng thời là Ủy viên Hội đồng Quốc phòng và An ninh, Phó Bí thư Quân ủy Trung ương, giúp việc cho Bộ trưởng có các Thứ trưởng, Tổng Tham mưu trưởng, Chủ nhiệm Tổng cục Chính trị.
Về tổ chức gồm Bộ Tổng Tham mưu, Tổng cục Chính trị, các Tổng cục, Cục chức năng, quân khu, quân chủng, binh chủng, quân đoàn, Học viện nhà trường và các đơn vị kinh tế trực thuộc Bộ.
Sơ đồ tổ chức

## Tổ chức chính quyền hiện nay
| Tổ chức                                                        | Ngày thành lập                | Quân số ước tính | Chỉ huy           | Chính ủy          | Trụ sở                                                              | BSX   |
| -------------------------------------------------------------- | ----------------------------- | ---------------- | ----------------- | ----------------- | ------------------------------------------------------------------- | ----- |
| Bộ Tổng Tham mưu                                               | 7/9/1945 (79 năm, 347 ngày)   | 15.000           | Nguyễn Tân Cương  |                   | Số 7 Nguyễn Tri Phương, Điện Biên, Ba Đình, Hà Nội                  | TM    |
| Tổng cục Chính trị                                             | 22/12/1944 (80 năm, 241 ngày) | 10.000           | Trịnh Văn Quyết   |                   | Số 61 Lý Nam Đế, Hoàn Kiếm, Hà Nội                                  | TC    |
| Khối Tổng cục (82.000 người)                                   |                               |                  |                   |                   |                                                                     |       |
| Tổng cục Tình báo                                              | 25/10/1945 (79 năm, 299 ngày) | 25.000           | Trần Công Chính   | Nguyễn Đức Lợi    | Số 19 Phạm Hùng, Mỹ Đình 2, Nam Từ Liêm, Hà Nội                     | TN    |
| Tổng cục Hậu Cần - Kỹ thuật                                    | 21/1/2025 (75 năm, 40 ngày)   | 32.000           | Trần Minh Đức     | Đỗ Văn Thiện      | Số 5 Nguyễn Tri Phương, Điện Biên, Ba Đình, Hà Nội                  | TH    |
| Tổng cục Công nghiệp Quốc phòng                                | 15/9/1945 (79 năm, 339 ngày)  | 25.000           | Hồ Quang Tuấn     | Đinh Quốc Hùng    | Số 7 Nguyễn Tri Phương, Điện Biên, Ba Đình, Hà Nội                  | TK    |
| Khối Quân chủng và Bộ Tư lệnh (300.000 người)                  |                               |                  |                   |                   |                                                                     |       |
| Quân chủng Hải quân                                            | 7/5/1955 (70 năm, 105 ngày)   | 70.000           | Trần Thanh Nghiêm | Nguyễn An Phong   | Số 5 Lý Tự Trọng, Minh Khai, Hồng Bàng, Hải Phòng                   | QH    |
| Quân chủng Phòng không – Không quân                            | 22/10/1963 (61 năm, 302 ngày) | 60.000           | Vũ Hồng Sơn       | Trần Ngọc Quyến   | Số 176 Trường Chinh, Khương Thượng, Đống Đa, Hà Nội                 | QA    |
| Bộ đội Biên phòng                                              | 3/3/1959 (66 năm, 170 ngày)   | 70.000           | Lê Đức Thái       | Nguyễn Anh Tuấn   | Số 4 Trần Hưng Đạo, Phan Chu Trinh, Hoàn Kiếm, Hà Nội               | QB    |
| Bộ Tư lệnh Cảnh sát biển                                       | 28/08/1998 (26 năm, 98 ngày)  | 60.000           | Lê Quang Đạo      | Bùi Quốc Oai      | Km số 6+825 Đại lộ Thăng Long, Tây Mỗ, Nam Từ Liêm, Hà Nội          | QC    |
| Bộ Tư lệnh Tác chiến Không gian mạng                           | 8/1/2018 (7 năm, 224 ngày)    | 20.000           | Vũ Hữu Hanh       | Nguyễn Minh Thắng | Số 1 Nguyễn Tri Phương, Điện Biên, Ba Đình, Hà Nội                  | QM    |
| Bộ Tư lệnh Lăng Chủ tịch Hồ Chí Minh                           | 14/5/1976 (49 năm, 98 ngày)   | 10.000           | Phạm Hải Trung    | Phạm Văn Hiếu     | Số 2 Ông Ích Khiêm, Điện Biên, Ba Đình, Hà Nội                      | BL    |
| Bộ Tư lệnh Pháo binh – Tên lửa                                 | 29/6/1946 (79 năm, 52 ngày)   | 10.000           | Nguyễn Hồng Phong | Bùi Ngọc Tuyên    | Số 17/463 phố Đội Cấn, Vĩnh Phúc, Ba Đình, Hà Nội                   | BP    |
| Khối Quân khu (271.000 người)                                  |                               |                  |                   |                   |                                                                     |       |
| Bộ Tư lệnh Thủ đô Hà Nội (Bảo vệ Thủ đô Hà Nội)                | 19/10/1946 (78 năm, 305 ngày) | 15.000           | Nguyễn Quốc Duyệt | Lưu Nam Tiến      | Số 8 Phạm Hùng, Mễ Trì, Nam Từ Liêm, Hà Nội                         | KT    |
| Quân khu 1 (Bảo vệ vùng Đông Bắc)                              | 16/10/1945 (79 năm, 308 ngày) | 40.000           | Trương Mạnh Dũng  | La Công Phương    | Thị trấn Hóa Thượng, huyện Đồng Hỷ, Thái Nguyên                     | KA    |
| Quân khu 2 (Bảo vệ vùng Tây Bắc)                               | 19/10/1946 (78 năm, 305 ngày) | 33.000           | Trần Văn Bắc      | Phạm Đức Duyên    | Đại lộ Hùng Vương, Vân Phú, TP. Việt Trì, Phú Thọ                   | KB    |
| Quân khu 3 (Bảo vệ vùng Đồng bằng sông Hồng)                   | 31/10/1945 (79 năm, 293 ngày) | 37.000           | Lương Văn Kiểm    | Nguyễn Đức Hưng   | Đường Lê Duẩn, Bắc Sơn, Kiến An, Hải Phòng.                         | KC    |
| Quân khu 4 (Bảo vệ vùng Bắc Trung Bộ)                          | 15/10/1945 (79 năm, 309 ngày) | 35.000           | Hà Thọ Bình       | Đoàn Xuân Bường   | Số 190 Lê Duẩn, Bến Thủy, TP.Vinh, Nghệ An                          | KD    |
| Quân khu 5 (Bảo vệ vùng Nam Trung Bộ, Tây Nguyên)              | 16/10/1945 (79 năm, 308 ngày) | 30.000           | Lê Ngọc Hải       | Lương Đình Chung  | Số 15A Duy Tân, Hòa Cường Bắc, Hải Châu, Đà Nẵng                    | KV    |
| Quân khu 7 (Bảo vệ vùng Đông Nam Bộ)                           | 10/12/1945 (79 năm, 253 ngày) | 41.000           | Lê Xuân Thế       | Trần Vinh Ngọc    | Số 204 Hoàng Văn Thụ, P.9, Phú Nhuận, TP. Hồ Chí Minh               | KP    |
| Quân khu 9 (Bảo vệ vùng Tây Nam Bộ)                            | 10/12/1945 (79 năm, 253 ngày) | 40.000           | Nguyễn Xuân Dắt   | Hồ Văn Thái       | Đường CMT8, An Thới, Bình Thủy, Cần Thơ                             | KK    |
| Khối Quân đoàn (80.000 người)                                  |                               |                  |                   |                   |                                                                     |       |
| Quân đoàn 12                                                   | 2/12/2023 (1 năm, 261 ngày)   | 40.000           | Lê Xuân Thuân     | Trần Đại Thắng    | Xã Trung Sơn, TP. Tam Điệp, Ninh Bình                               | AA/AB |
| Quân đoàn 34                                                   | 15/12/2024 (248 ngày)         | 40.000           | Đào Tuấn Anh      | Lê Minh Quang     | Đường Lê Duẩn, P. Thắng Lợi, TP. Pleiku, Gia Lai                    | AC/AD |
| Khối Binh chủng (48.000 người)                                 |                               |                  |                   |                   |                                                                     |       |
| Binh chủng Đặc công                                            | 19/3/1967 (58 năm, 154 ngày)  | 10.000           | Hoàng Minh Sơn    | Nguyễn Quốc Duẫn  | Xã Đông Mỹ, huyện Thanh Trì, Hà Nội.                                | BK    |
| Binh chủng Tăng - Thiết giáp                                   | 5/10/1965 (59 năm, 319 ngày)  | 9.000            | Đỗ Đình Thanh     | Nguyễn Đức Dinh   | Đường Cổ Nhuế, Cổ Nhuế 1, Bắc Từ Liêm, Hà Nội.                      | BB    |
| Binh chủng Công binh                                           | 25/3/1946 (79 năm, 148 ngày)  | 12.000           | Trần Trung Hòa    | Đinh Ngọc Tường   | Ngõ 459 phố Đội Cấn, Vĩnh Phúc, Ba Đình, Hà Nội                     | BC    |
| Binh chủng Thông tin Liên lạc                                  | 9/9/1945 (79 năm, 345 ngày)   | 10.000           | Vũ Viết Hoàng     | Nguyễn Văn Trị    | Số 1 Giang Văn Minh, Kim Mã, Ba Đình, Hà Nội.                       | BT    |
| Binh chủng Hóa học                                             | 19/4/1958 (67 năm, 123 ngày)  | 7.000            | Hà Văn Cử         | Trịnh Thành Đồng  | Phố Phan Văn Trường, Dịch Vọng Hậu, Cầu Giấy, Hà Nội                | BH    |
| Khối Học viện, Nhà trường (52.000 người)                       |                               |                  |                   |                   |                                                                     |       |
| Học viện Quốc phòng (Học viện Quân sự cấp cao)                 | 3/1/1977 (48 năm, 229 ngày)   | 1.000            | Trần Việt Khoa    | Đỗ Văn Bảnh       | Số 93 Hoàng Quốc Việt, Nghĩa Đô, Cầu Giấy, Hà Nội                   | HA    |
| Học viện Lục quân (Học viện Quân sự cấp trung)                 | 7/7/1946 (79 năm, 44 ngày)    | 3.000            | Đỗ Minh Xương     | Trần Danh Khải    | Phường 9, TP. Đà Lạt, Lâm Đồng                                      | HB    |
| Học viện Chính trị (Học viện Quân sự cấp trung)                | 25/10/1951 (73 năm, 299 ngày) | 3.000            | Đặng Sỹ Lộc       | Nguyễn Bá Hùng    | Số 124 Ngô Quyền, Quang Trung, Hà Đông, Hà Nội                      | HC    |
| Học viện Kỹ thuật Quân sự (Trường Đại học Kỹ thuật Lê Quý Đôn) | 28/10/1966 (58 năm, 296 ngày) | 18.000           | Lê Minh Thái      | Trần Văn Thưởng   | Số 236 Hoàng Quốc Việt, Cổ Nhuế 1, Bắc Từ Liêm, Hà Nội              | HD    |
| Học viện Hậu cần                                               | 15/6/1951 (74 năm, 66 ngày)   | 5.000            | Phan Tùng Sơn     | Dương Đức Thiện   | Phố Ngọc Thụy, Ngọc Thụy, Long Biên, Hà Nội.                        | HE    |
| Học viện Quân Y (Trường Đại học Y dược Lê Hữu Trác)            | 10/3/1949 (76 năm, 163 ngày)  | 5.000            | Trần Viết Tiến    | Nghiêm Đức Thuận  | Số 104 Phùng Hưng, Phúc La, Hà Đông, Hà Nội                         | HH    |
| Trường Sĩ quan Chính trị (Trường Đại học Chính trị)            | 14/1/1976 (49 năm, 218 ngày)  | 5.000            | Lương Thanh Hân   | Nguyễn Quốc Tuấn  | Thạch Hòa, Thạch Thất, Hà Nội                                       | HN    |
| Trường Sĩ quan Lục quân 1 (Trường Đại học Trần Quốc Tuấn)      | 15/4/1945 (80 năm, 127 ngày)  | 6.000            | Nguyễn Trung Hiếu | Lê Văn Duy        | Xã Cổ Đông, TX. Sơn Tây, Hà Nội                                     | HT    |
| Trường Sĩ quan Lục quân 2 (Trường Đại học Nguyễn Huệ)          | 27/6/1961 (64 năm, 54 ngày)   | 6.000            | Lương Đình Lành   | Nguyễn Xuân Sơn   | P. Tam Phước, TP. Biên Hòa, Đồng Nai                                | HQ    |
| Các cơ quan trực thuộc, cục chức năng (2.850 người)            |                               |                  |                   |                   |                                                                     |       |
| Văn phòng Bộ Quốc phòng                                        | 25/3/1946 (79 năm, 148 ngày)  | 700              | Nguyễn Viết Tuyên |                   | Số 7 Nguyễn Tri Phương, Điện Biên, Ba Đình, Hà Nội                  | TM    |
| Thanh tra Bộ Quốc phòng                                        | 25/1/1948 (77 năm, 207 ngày)  | 300              | Lê Đình Thương    |                   | Số 7 Nguyễn Tri Phương, Điện Biên, Ba Đình, Hà Nội                  | TM    |
| Ban Cơ yếu Chính phủ                                           | 12/9/1945 (79 năm, 342 ngày)  | 500              | Vũ Ngọc Thiềm     |                   | Số 105 Nguyễn Chí Thanh, Láng Hạ, Đống Đa, Hà Nội                   | PK    |
| Cục Điều tra Hình sự                                           | 19/11/1948 (76 năm, 274 ngày) | 200              | Nguyễn Danh Huy   |                   | Số 14A8 Lý Nam Đế, Hàng Mã, Ba Đình, Hà Nội                         | TM    |
| Cục Thi hành án                                                | 15/6/1993 (32 năm, 66 ngày)   | 200              | Nguyễn Phi Hùng   |                   | Ngõ 15 phố Duy Tân, Dịch Vọng Hậu, Cầu Giấy, Hà Nội                 | TM    |
| Cục Tài chính                                                  | 25/3/1946 (79 năm, 148 ngày)  | 200              | Nguyễn Hồng Lâm   |                   | Số 14A9 Lý Nam Đế, Hàng Mã, Hoàn Kiếm, Hà Nội                       | TM    |
| Cục Khoa học Quân sự                                           | 10/4/1958 (67 năm, 132 ngày)  | 200              | Ngô Văn Giao      |                   | Số 7 Nguyễn Tri Phương, Điện Biên, Ba Đình, Hà Nội                  | TM    |
| Cục Đối ngoại                                                  | 28/5/1964 (61 năm, 84 ngày)   | 300              | Vũ Thành Văn      |                   | Số 33 Phạm Ngũ Lão, Phan Chu Trinh, Hoàn Kiếm, Hà Nội               | PA    |
| Cục Gìn giữ hòa bình Việt Nam                                  | 27/5/2014 (11 năm, 85 ngày)   | 200              | Phạm Mạnh Thắng   |                   | Thạch Hòa, Thạch Thất, Hà Nội                                       | PG    |
| Vụ Pháp chế                                                    | 1/1/1957 (68 năm, 231 ngày)   | 50               | Hàn Mạnh Thắng    |                   | Số 7 Nguyễn Tri Phương, Điện Biên, Ba Đình, Hà Nội                  | TM    |
| Các viện nghiên cứu, bệnh viện (9.700 người)                   |                               |                  |                   |                   |                                                                     |       |
| Viện Chiến lược và Lịch sử Quốc phòng Việt Nam                 | 11/1/1990 (35 năm, 221 ngày)  | 400              | Vũ Cương Quyết    |                   | Số 3B Hoàng Diệu, Quán Thánh, Ba Đình, Hà Nội                       | TM    |
| Trung tâm Thông tin Khoa học Quân sự                           | 8/4/1982 (43 năm, 134 ngày)   | 300              | Nguyễn Văn Anh    |                   | Số 7 Nguyễn Tri Phương, Điện Biên, Ba Đình, Hà Nội                  | TM    |
| Trung tâm Nhiệt đới Việt - Nga                                 | 7/3/1988 (37 năm, 166 ngày)   | 1.500            | Đặng Hồng Triển   |                   | Phố Nguyễn Văn Huyên, Nghĩa Đô, Cầu Giấy, Hà Nội                    | PX    |
| Bệnh viện Trung ương Quân đội 108                              | 1/4/1951 (74 năm, 141 ngày)   | 4.000            | Lê Hữu Song       |                   | Số 1 Trần Hưng Đạo, Bạch Đằng, Hai Bà Trưng, Hà Nội                 | PP-10 |
| Bệnh viện Trung ương Quân đội 175                              | 26/5/1975 (50 năm, 86 ngày)   | 2.000            | Trần Quốc Việt    |                   | Số 786 Nguyễn Kiệm, P.3, Gò Vấp, TP. Hồ Chí Minh                    | PP-40 |
| Viện Y học cổ truyền Quân đội                                  | 4/7/1978 (47 năm, 47 ngày)    | 1.500            | Phạm Xuân Phong   |                   | Số 442 phố Kim Giang, Đại Kim, Hoàng Mai, Hà Nội                    | PP-60 |
| Các đơn vị kinh tế (185.500 người)                             |                               |                  |                   |                   |                                                                     |       |
| Tổng Công ty Thành An (Binh đoàn 11)                           | 11/6/1982 (43 năm, 70 ngày)   | 15.000           | Nguyễn Ngọc Dũng  | Vũ Văn Điềm       | Số 141 Hồ Đắc Di, Nam Đồng, Đống Đa, Hà Nội.                        | AV    |
| Tổng Công ty Xây dựng Trường Sơn (Binh đoàn 12)                | 19/5/1959 (66 năm, 93 ngày)   | 15.000           | Nguyễn Hữu Ngọc   | Nguyễn Thế Lực    | Số 475 Nguyễn Trãi, Thanh Xuân Trung, Thanh Xuân, Hà Nội            | AT    |
| Tổng Công ty 15 (Binh đoàn 15)                                 | 20/2/1985 (40 năm, 181 ngày)  | 17.000           | Hoàng Văn Sỹ      | Khuất Bá Cao      | Đường Trần Đại Nghĩa, Yên Thế, TP. Pleiku, Gia Lai                  | AN    |
| Tổng Công ty 16 (Binh đoàn 16)                                 | 8/12/1998 (26 năm, 255 ngày)  | 12.000           | Phạm Bá Hiền      | Lê Quang Sáu      | Xã Đồng Tiến, huyện Đồng Phú, Bình Phước                            | AX    |
| Tổng Công ty Trực thăng Việt Nam (Binh đoàn 18)                | 1/6/1989 (36 năm, 80 ngày)    | 8.000            | Kiều Đặng Hùng    |                   | Số 172 Trường Chinh, Khương Thượng, Đống Đa, Hà Nội                 | AM    |
| Tổng công ty Tân Cảng Sài Gòn (Binh đoàn 20)                   | 15/3/1989 (36 năm, 158 ngày)  | 8.000            | Ngô Minh Thuấn    |                   | Số 722 Điện Biên Phủ, phường 22, Bình Thạnh, TP. Hồ Chí Minh        | AS    |
| Tổng Công ty 36                                                | 23/8/2011 (13 năm, 362 ngày)  | 8.000            | Bùi Quang Bát     | Nguyễn Đăng Thuận | Số 141 Hồ Đắc Di, Nam Đồng, Đống Đa, Hà Nội                         | CA    |
| Ngân hàng Thương mại Cổ phần Quân đội                          | 4/11/1994 (30 năm, 289 ngày)  | 16.000           | Phạm Như Ánh      | Lưu Trung Thái    | Số 18 Lê Văn Lương, Trung Hòa, Cầu Giấy, Hà Nội                     | CB    |
| Tổng Công ty Xuất nhập khẩu Tổng hợp Vạn Xuân (VAXUCO)         | 10/08/1991 (34 năm, 10 ngày)  | 17.000           | Đỗ Văn Hiệp       | Ngô Mạnh Linh     | Số 33B Phạm Ngũ Lão, Phan Chu Trinh, Hoàn Kiếm, Hà Nội              | CD    |
| Tổng Công ty Đông Bắc                                          | 24/12/1994 (30 năm, 239 ngày) | 12.000           | Đỗ Mạnh Khảm      | Trần Duy Lê       | Đường Hải Phượng, Hồng Hải, TP. Hạ Long, Quảng Ninh                 | CH    |
| Tổng Công ty Kinh tế Kỹ thuật Công nghiệp Quốc phòng (GAET)    | 23/8/2011 (13 năm, 362 ngày)  | 1.500            | Phan Chiến Thắng  | Nguyễn Anh Tuấn   | Số 102 Kim Mã Thượng, Cống Vị, Ba Đình, Hà Nội                      | CK    |
| Tổng Công ty Thái Sơn                                          | 22/4/1991 (34 năm, 120 ngày)  | 1.000            | Nguyễn Văn Bắc    |                   | Số 3 đường 3/2, P.11, Q.10, TP.HCM                                  | CM    |
| Tổng Công ty Đầu tư phát triển Nhà và Đô thị                   | 17/9/1987 (37 năm, 337 ngày)  | 3.000            | Nguyễn Ngọc Dũng  |                   | Số 68 Nguyễn Cơ Thạch, KĐT Mỹ Đình 1, Cầu Diễn, Nam Từ Liêm, Hà Nội | CN    |
| Tổng Công ty 319                                               | 7/3/1979 (46 năm, 166 ngày)   | 10.000           | Nguyễn Minh Khiêm | Phan Phú          | Số 63 Lê Văn Lương, Trung Hòa, Cầu Giấy, Hà Nội                     | CP    |
| Công ty Ứng dụng Kỹ thuật và Sản xuất (TECAPRO)                | 14/11/1988 (36 năm, 279 ngày) | 1.000            | Nguyễn Tiến Thắng | Hoàng Anh Tuấn    | Số 18A đường Cộng Hòa, P.12, Tân Bình, TP.HCM                       | CT    |
| Tổng Công ty Xây dựng Lũng Lô                                  | 16/11/1989 (35 năm, 277 ngày) | 9.000            | Tăng Văn Chi      | Đỗ Văn Cửu        | Số 162 Trường Chinh, Khương Thượng, Đống Đa, Hà Nội                 | CV    |
| Tập đoàn Công nghiệp - Viễn thông Quân đội                     | 1/6/1989 (36 năm, 80 ngày)    | 25.000           | Tào Đức Thắng     |                   | Ngõ 3 Phố Tôn Thất Thuyết, Yên Hòa, Cầu Giấy, Hà Nội                | VT    |
| Tổng Công ty 789                                               | 19/7/1989 (36 năm, 32 ngày)   | 10.000           | Nguyễn Công Hiếu  |                   | Số 147 Hoàng Quốc Việt, Nghĩa Đô, Cầu Giấy, Hà Nội                  | TM    |

## Tổ chức quốc tế tham gia
- Hội nghị Tư lệnh Lực lượng Quốc phòng các nước ASEAN (ACDFIM)

## Khu Kinh tế Quốc phòng
Kết hợp kinh tế với quốc phòng - an ninh (QP-AN) vừa là chủ trương, đường lối, quan điểm, vừa là giải pháp để xây dựng và bảo vệ Tổ quốc (BVTQ). Qua mỗi thời kỳ, nhận thức và tổ chức thực hiện nội dung kết hợp đó đều được bổ sung, phát triển phù hợp với yêu cầu mới. Đây là chủ trương chiến lược hết sức quan trọng, được thể hiện nhất quán và xuyên suốt trong các văn kiện Đại hội của Đảng. Trong quá trình xây dựng, mỗi lĩnh vực kinh tế, xã hội, QP-AN đều có mục tiêu riêng. Nhưng khi kết hợp với nhau thì cần phải có sự gắn kết hài hòa các mục tiêu cụ thể để phục vụ cho mục tiêu chung.
Qua đó, có thể khái quát mục tiêu kết hợp kinh tế với QP-AN trong thời kỳ Hội nhập quốc tế là: xây dựng kinh tế phát triển nhanh, bền vững và bảo vệ vững chắc Tổ quốc Việt Nam XHCN. Nắm vững mục tiêu chung đó là cơ sở để điều chỉnh đúng mức mối quan hệ giữa các lĩnh vực trong quá trình thực hiện sự kết hợp. Hơn nữa, cần nhận rõ những yếu tố tác động mới đối với quá trình thực hiện kết hợp kinh tế với QP-AN. Đó là tác động của toàn cầu hóa dẫn đến ảnh hưởng ngày càng lớn của kinh tế thế giới đối với nền kinh tế nước ta; là mối quan hệ giữa cạnh tranh với hợp tác và phát triển trong quá trình hội nhập kinh tế quốc tế; là tốc độ gia tăng đầu tư kinh tế, xâm nhập thị trường của các nước vào nước ta; là sự tồn tại và phát triển của các thành phần kinh tế trong nước liên quan đến đối tượng kết hợp; là tính chất đa dạng, đan xen của nhiệm vụ QP-AN, đối ngoại trong mối quan hệ kết hợp. Và cần phải kết hợp toàn diện, nhưng cần tập trung vào trọng điểm.
Hiện nay, các khu kinh tế, quốc phòng này không những mang lại hiệu quả kinh tế, xã hội cao mà còn góp phần xây dựng buôn làng có thế trận phòng thủ vững chắc.
| - Mẫu Sơn (Lạng Sơn) - Bảo Lạc-Bảo Lâm (Cao Bằng) - Mường Chà (Điện Biên) - Vị Xuyên (Hà Giang) - Mường Lát (Thanh Hóa) |  | - Bát Sát (Lào Cai) - Sông Mã (Sơn La) - Phong Thổ (Lai Châu) - Bắc Hải Sơn (Quảng Ninh) |  | - Bình Liêu-Quảng Hà-Móng Cái (Quảng Ninh) - Khe Sanh (Quảng Trị) - Aso-A lưới (Thừa Thiên Huế) - Kỳ Sơn (Nghệ An) |  |  |

## Tùy viên Quốc phòng
Tính đến tháng 3 năm 2009, có hơn 20 quốc gia  mà Việt Nam cử Tùy viên Quốc phòng hoạt động tại đó cụ thể như sau:
| - Lào - Campuchia - Indonesia - Malaysia - Myanmar |  | - Philippines - Singapore - Thái Lan - Trung Quốc - Hàn Quốc |  | - CHDCND Triều Tiên - Nhật Bản - Ấn Độ - Hoa Kỳ - Brasil |  | - Cuba - Nga - Ukraina - Bulgaria - Pháp |  | - Nam Phi - Úc - Algérie - Đức - Tây Ban Nha |  | - Cộng hòa Séc - Belarus - Venezuela - Brunei |  |  |

## Bộ trưởng qua các thời kỳ
- Bài chi tiết: Bộ trưởng Bộ Quốc phòng (Việt Nam)

## Thứ trưởng qua các thời kỳ
- Bài chi tiết: Thứ trưởng Bộ Quốc phòng (Việt Nam)